# 威尼斯
威尼斯（義大利語：（[veˈnɛttsja] ⓘ）；威尼斯語： 或 ）是意大利東北部著名的旅遊與工業城市，也是威尼托地區的首府。威尼斯城由被运河分隔并由桥梁相连的121座小岛组成。威尼斯潟湖是位于波河与皮亚韦河河口之间的一个封闭的海湾，威尼斯城就坐落在威尼斯潟湖的浅滩上。威尼斯以其优美的环境、建筑和艺术品珍藏而闻名。潟湖和城市的一部分被列为世界遗产。Luigi Barzini曾在紐約時報形容它「無疑是最美麗的人造都市」，時代線上雜誌也稱讚威尼斯是歐洲最浪漫的城市之一。
2020年，共有258,685人居住在威尼斯市镇，其中约55,000人居住在老城区。威尼斯与帕多瓦和特雷维索一起，组成了帕多瓦-特雷维索-威尼斯大都市区（PATREVE），总人口260万。PATREVE只是一个统计学意义上的大都市区，不是行政区划的等级。
威尼斯这个名字源于公元前十世纪居住在该地区的古威尼蒂人。这个城市历史上曾经是威尼斯共和国的首府。威尼斯同时被誉为「主之城」、「尊贵之城」、「亚得里亚王后」、「水之都」、「面具之城」、「桥梁之城」、「漂浮之都」、「运河之城」。委內瑞拉的国名就是「小威尼斯」的意思。
威尼斯共和国是中世纪和文艺复兴时期的主要金融和海运力量，是十字军东征和勒班陀战役的集结地，也是从13世纪直到17世纪末的一个非常重要的商业（特别是丝绸，粮食和香料）和艺术中心。中世纪银行，会计和保险业从威尼斯等意大利城邦起源。威尼斯市被认为是第一个真正的国际金融中心，9世纪逐渐形成，14世纪达到了顶峰。这使威尼斯在其大部分历史中成为一座极为富裕的城市。後來因為土耳其人對地中海東邊的控制促使歐洲國家尋找其他航線的慾望，威尼斯因此失去了大部分的重要性與影響力。
它同样因为几次特别是文艺复兴时期的重要的艺术运动而众所周知的。在拿破仑战争和维也纳会议之后，共和国被奥地利帝国所吞并，直到1866年，由于第三次意大利独立战争而举行的全民公投，威尼斯成为意大利王国的一部分。威尼斯在交响乐和歌剧音乐史上也起着重要的作用，它是安东尼奥·维瓦尔第的诞生地。2016年，威尼斯被评为世界上最美丽的城市。

## 歷史
奧多亞塞王國 476–493 

東哥特王國 493–553 

東羅馬帝國 553–584 

拉文納總督區 584–697 

威尼斯共和國 697–1797 

哈布斯堡君主國 1797–1805 

義大利王國 1805–1815

倫巴第-威尼托王國 1815–1848 

聖馬可共和國 1848–1849 

倫巴第-威尼托王國 1849–1866 

意大利王國 1866–1946 

### 起源及歷史

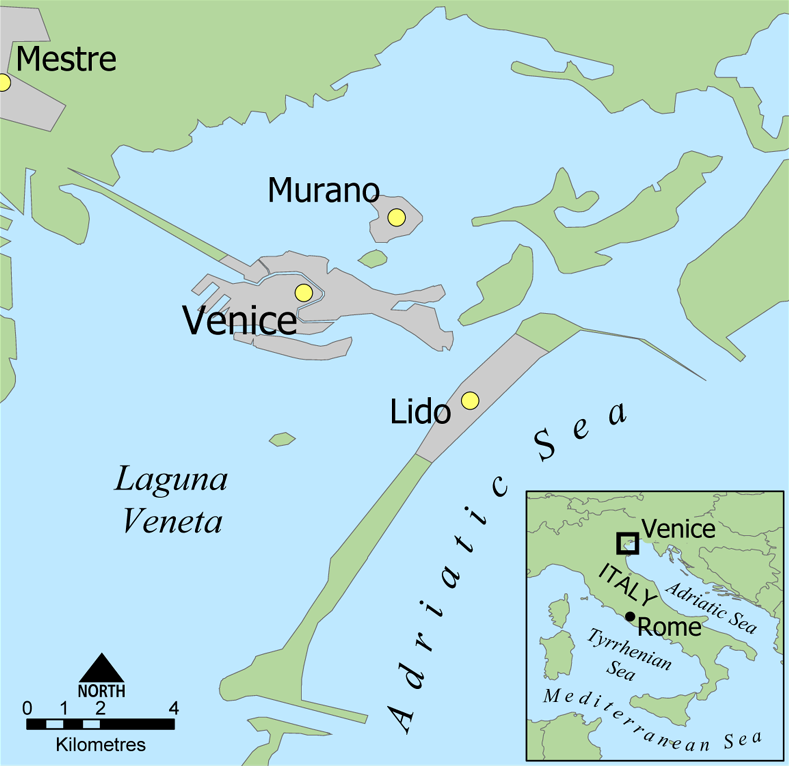
威尼斯與威尼斯潟湖

威尼斯的起源沒有歷史文獻記載。數名歷史學家引用可靠證據指出:早期人口為羅馬城市的難民，他們為了逃避日耳曼人攻擊，便從帕多瓦、阿奎萊亞、Altino及Concordia（今格魯阿羅港）而來。
從166-168年開始，夸迪人（Quadi）和馬可曼尼人破壞了這個區域的主中心──Oderzo。羅馬帝國的防線再度被西哥德人於5世紀初期時所撕裂，而在50年後，阿提拉領導的匈人也再度侵略羅馬帝國。而最後與最持久的侵略則是倫巴底人在568年所造成的。使得威尼斯脫離了東羅馬帝國的統治，人們開始建立新的港口，包括威尼斯潟湖的馬拉莫科與托切洛的港口。

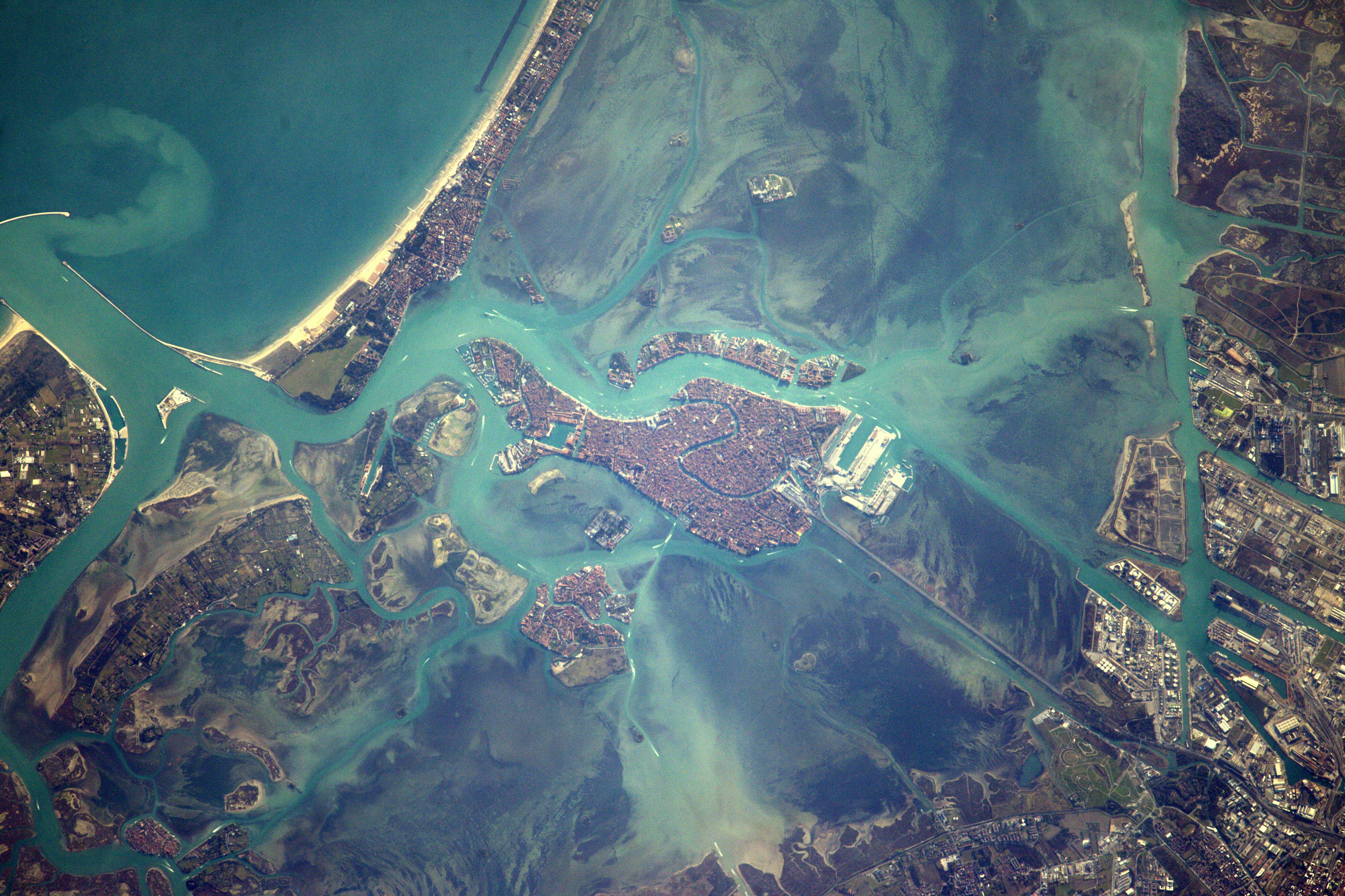
威尼斯主島的人造衛星圖片：鐵路和公路把島嶼西北部和義大利半島連接，貫穿島中央的是威尼斯大運河（Canal Grande）。

拜占庭帝國在義大利中部與北部的統治在751年被倫巴底國王艾斯杜爾夫（Aistulf）所結束，在這段時期，拜占庭的總督的所在地是馬拉莫科（Malamocco）。統治地區橫跨了潟湖中的許多島嶼很可能增加了與拜占庭帝國境內倫巴底人的聯繫。
在帕底西巴扎公爵的統治期間（811年－827年），總督所在地從馬拉莫科遷移到高度防禦的里奧多島，也就是現在威尼斯的所在地。聖匝加修道院、最初的總督府與聖馬可教堂在這裡陸續被建造完成。
在828年，這個新城市的威望因為聖馬爾谷的遺物從亞歷山卓被帶到威尼斯而提升，它被安置在新教堂中。這個地區持續發展，當拜占庭的勢力消退之後，威尼斯對抗東方的本質漸漸浮現出來，最後導致威尼斯朝向自治與獨立的發展。

### 擴展

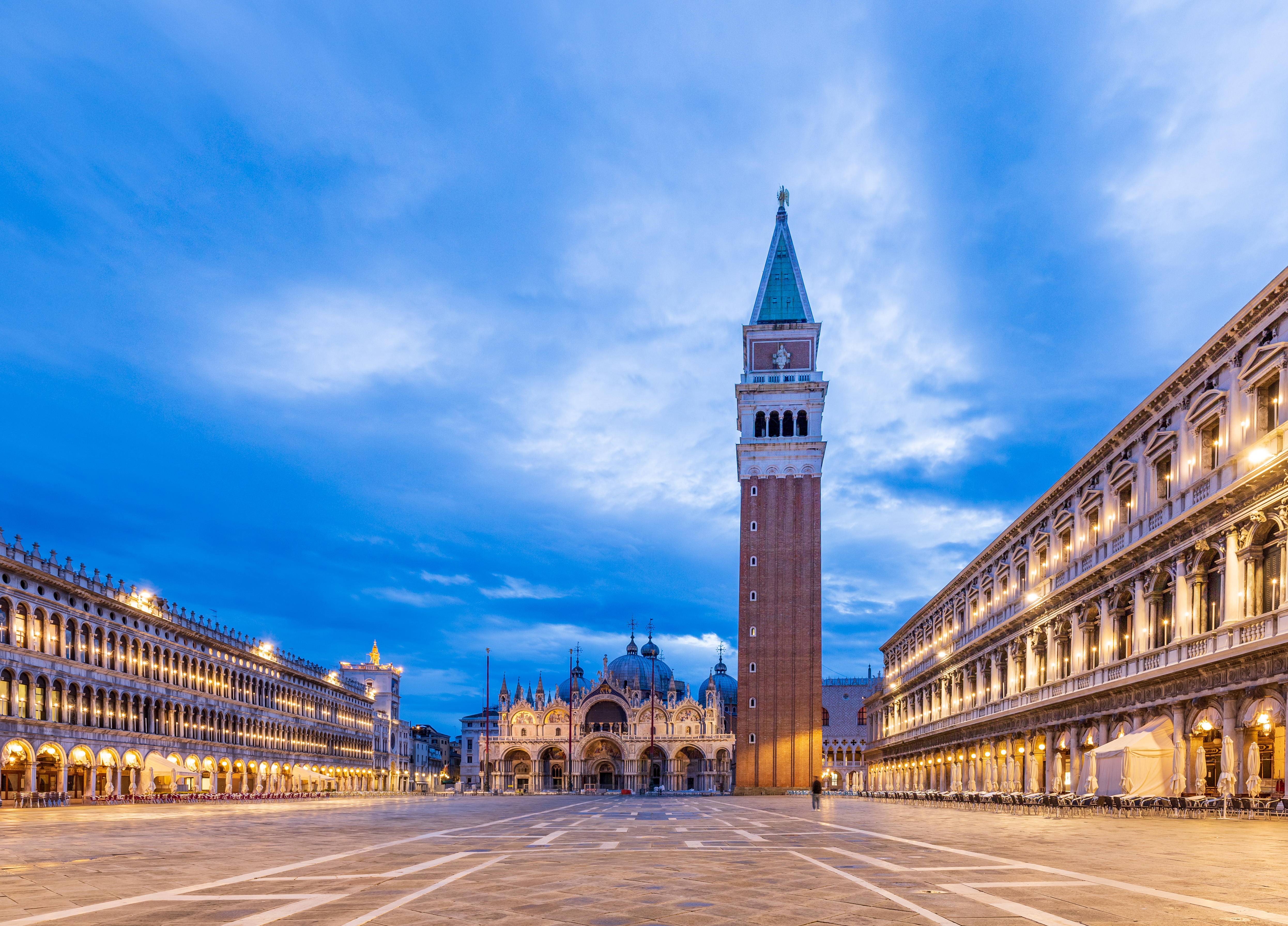
聖馬可廣場

9-12世紀期間，威尼斯發展為城邦（意大利的海洋帝國或海上共和國；其餘三個為熱那亞、比薩及阿馬爾菲）。位於亞德裡亞海頂端的戰略性地位讓威尼斯的海軍與商業力量幾乎是牢不可破。這座城市變成西歐與其他地區（尤其是拜占庭帝國與伊斯蘭國家）之間一個繁榮的貿易中心。
| 威尼斯宗教-2012年 | 威尼斯宗教-2012年 | 威尼斯宗教-2012年 | 威尼斯宗教-2012年 | 威尼斯宗教-2012年 |
| ----------------- | ----------------- | ----------------- | ----------------- | ----------------- |
| 宗教              | 宗教              |                   | 百分              | 百分              |
| 天主教            | 天主教            |                   | 92.7%             | 92.7%             |
| 其他宗教          | 其他宗教          |                   | 7.3%              | 7.3%              |

威尼斯政權的基礎奠基於12世紀︰威尼斯兵工廠建造於1104年；威尼斯在1178年從維羅納奪得布倫納羅山口（Brenner pass）的控制權，開啟了運輸銀前往日爾曼的路線。而最後一任獨裁的威尼斯总督米奇爾 （Vitale Michiele）則死於1172年。
威尼斯共和國在1200年以前佔據了亞得裡亞海的東岸，大部分是商業上的考量，因為海盜造成貿易上的威脅。威尼斯总督也取得達爾馬提亞总督與伊芳芳絲特勒半島总督的頭銜。
後來大陸的領地越過加尔达湖到達阿達河的西邊，被稱為Terraferma。部分被當成對抗好戰鄰國的緩衝，一部分去確保阿爾卑斯山的貿易路線，也為了保護大陸提供威尼斯需要的穀類。為了建設海上的貿易帝國，共和國需要去控制愛琴海大部分的島嶼，包括克裡特島與賽普勒斯，變成了近東一個主要的權利掮客。在這時期，大陸的領地對於威尼斯的管理相對是較開明的，當受到侵略者的威脅時，貝拉加莫、布雷西亞與維羅納將會整合起來捍衛威尼斯的統治權。

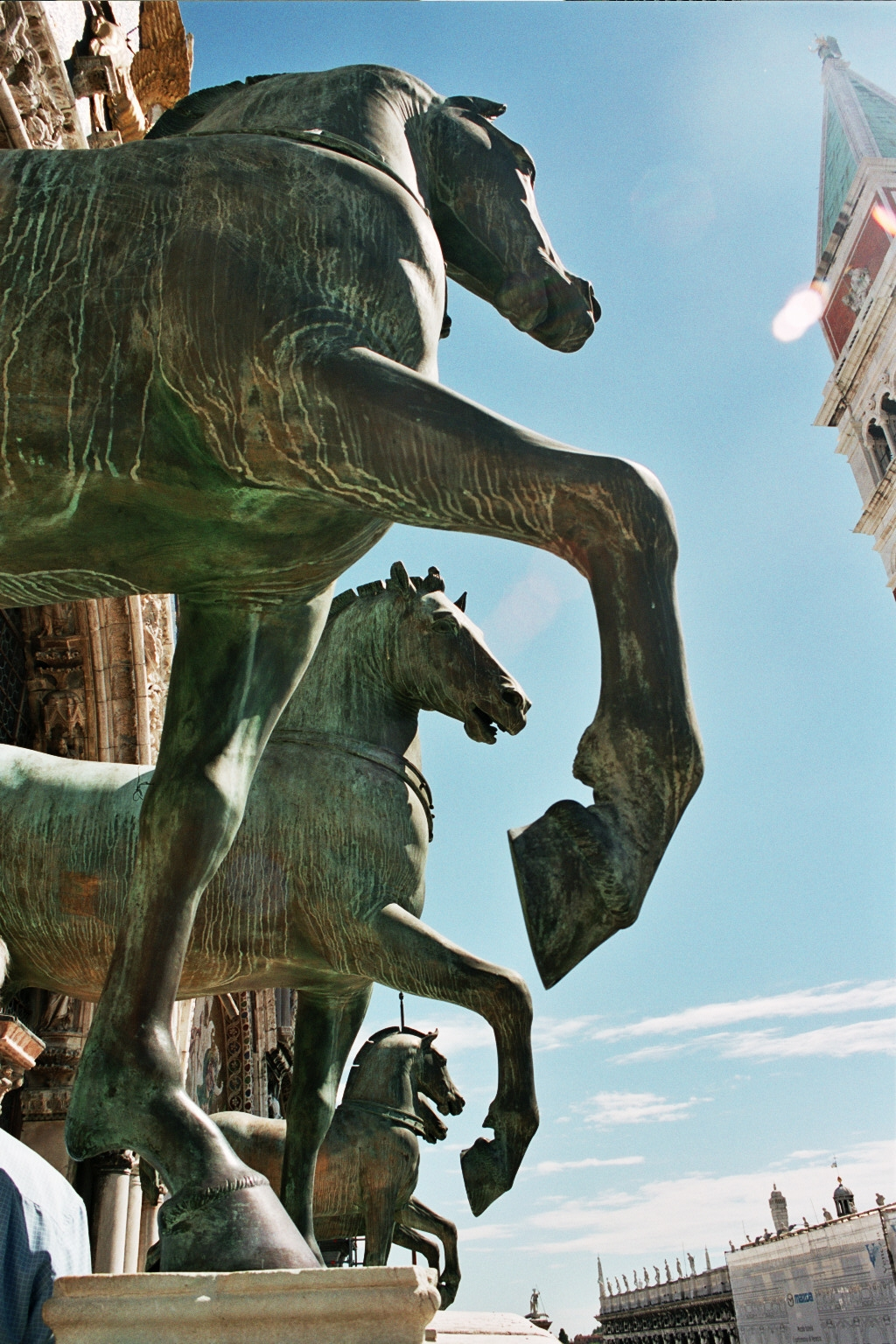
聖馬爾谷聖殿宗主教座堂入口的銅像（圣马尔谷之马）

在第四次十字軍東征後，威尼斯變成拉丁帝國的一部分，由君士坦丁堡（拉丁帝國在1204年佔領了君士坦丁堡）來管轄。威尼斯則擴展它影響力，建立了愛琴群島公國（Duchy of the Archipelago）。當土耳其人在曼贊克爾特戰役中打敗拜占庭帝國後，這可能是君士坦丁堡對威尼斯具有決定性影響力的最後時刻。雖然拜占庭帝國在半世紀後重新掌握這座城市的控制權，不過當時國勢已經相當衰弱了。奧斯曼帝國的穆罕默德二世在1453年佔領了這座城市。而從拜占廷帝國劫掠來的許多財寶被帶回威尼斯，其中也包括威尼斯的象徵－圣马可飞狮。
因為威尼斯位於亞德裡亞海旁，所以它與拜占庭帝國及伊斯蘭國家進行廣泛的貿易活動。在13世紀末時，威尼斯已經變成全歐洲最繁榮的都市。在勢力與財富最顛峰的時期，威尼斯擁有36,000名水手來駕駛3,300艘船，並且主宰了中古時代的商業活動。14世紀它又在1253-1381年的威尼斯-熱那亞戰爭中，擊敗死敵熱那亞共和國，徹底壟斷最高利潤的東方貿易。在這時期，威尼斯的上流家庭會建立最雄偉的廣場、扶持最偉大的作品及培育最有天分的藝術家來互相競爭。當時這個城市是由大議會所管理，其中大部分的成員是由威尼斯具有影響力的家庭所組成的。大議會任命所有公開的政務官，並且選出200至300人組成的參議院。然後參議院會選出「十人議會」，這是一個掌握威尼斯最大管理權限的祕密組織。而這個組織則會選出一位总督（doge或duke），成為威尼斯正式的領導人。

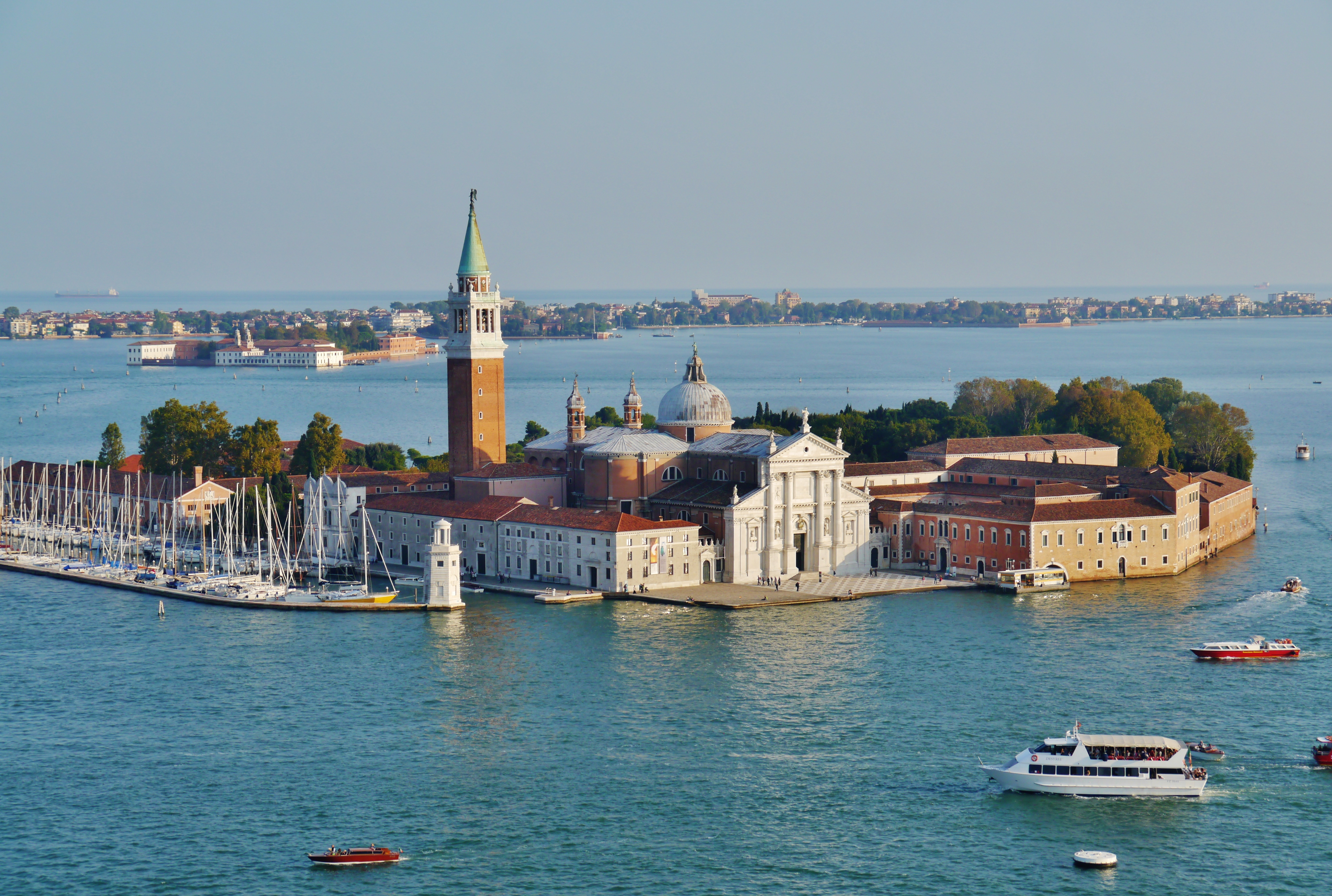
從聖馬克鐘樓遠眺大聖喬治島

威尼斯的行政架構與古羅馬共和的系統相似，是由一位被選出來的行政官（威尼斯总督）、一個類似參議院，由貴族組成的機構及許多擁有部分政治權力的公民所構成的，在15世纪前公民擁有權利去同意或拒絕每位新選出來的总督。教堂與許多私人建築是做為軍事使用，雖然威尼斯沒有終身職的騎士。聖馬克騎士（Cavalieri di San Marco）是唯一在威尼斯存在過的騎士階層，沒有任何一位公民可以接受外來的命令而沒有政府的同意。在獨立時期，威尼斯仍然保持共和，政治與軍事是完全的分離。但在一些情况下，总督也可以統御軍隊，例如第四次十字军东征期间的恩里科·丹多洛。就其它意義而言，戰爭代表商業的附屬品。因此，威尼斯早期製造了大量的雇員，來為任何地方服務，後來當統治階層佔有商業時，依靠著這些外來的雇員。
总督是最高行政官，理論上是終身制。實際上，許多总督在被認為遭受政治失敗後，受到來自貴族組成的寡頭政治的壓力，而被迫放棄職位，退隱到修道院中來隱居，也有总督被贵族或议会流放、处决的例子。
威尼斯的人民一般是正統天主教的信徒，最初的几位威尼斯总督同时也是教会领袖。中世纪的威尼斯地區没有出现宗教狂熱，並且在反宗教改革期間也沒有制定處死宗教異端的法律。這種明顯缺乏的熱情導致威尼斯經常與教宗發生爭執。威尼斯受到一些封鎖重大活動的威脅，遭受到兩次懲罰。第2次，也是比較有名的一次，發生在1509年的4月27日，由儒略二世下令的康布雷聯盟戰爭。
威尼斯大使將仍然存在的政治祕密報告送回當地，這與歐洲法庭的傳聞一起为現代歷史學家提供了極好的資料。

### 威尼斯沒落
威尼斯從15世紀開始沒落，當時它在保衛塞薩洛尼基時首次失利，敗給鄂圖曼土耳其帝國。威尼斯也在1453年派遣船艦幫助拜占庭帝國的首都君士坦丁堡來抵抗土耳其人的侵略，在穆罕默德二世攻陷君士坦丁堡之後，他轉而侵略威尼斯，並造成威尼斯巨大的損失。
黑死病在1348年肆虐威尼斯，並在1575-1577年間捲土重來。在這三年間，高達五萬人死於黑死病，城市只剩下三分之一人口。1630年，黑死病更造成接近三分之一公民死亡。而隔離檢疫的英文「Quarantine」就是來自威尼斯語，原意為「40天」，因當時的黑死病，威尼斯人的隔離時數是40天。
文藝復興末期，威尼斯開始失去國際貿易中心的地位。當時，葡萄牙成為歐洲與東方貿易的主要媒介，影響威尼斯巨大財富的來源。同時，法蘭西和西班牙霸權主義橫行，爆發了義大利戰爭，威尼斯的政治影響力式微。然而，威尼斯帝國是農產品輸出國，及至18世紀中葉仍是重要的製造業中心。

### 陸軍及海軍
石弓練習在1303年成為威尼斯的義務，公民在團契中練習。隨著武器變得更昂貴與操作上更複雜，頭班軍人被分發來幫助商人來航行船只並在槳船上擔任槳手的任務。「Noble Bowmen」這間公司在14世紀末招募了年輕的貴族，他們在戰槳船上工作，擔任武裝商人，並且享有居住在船長艙的特權。
陸軍的指揮建築與海軍是不一樣的，根據古代的法律，沒有任何一位貴族可以指揮超過25個人（避免以私人軍隊來進行叛變），當總指揮在14世紀中被引進時，他仍然必須對由20位公民組成的「智者」負責。這項政策有效率，也避免威尼斯陷入其他城邦經常遭遇的軍人掌權。一位公民委員（與人民委員不同）陪同每一位軍隊來注意他們的情況，尤其是傭兵。威尼斯的軍事傳統也應仔細的注意到：他們對於如何在花費最少生命與金錢達至成功比追求榮譽更感興趣。
雖然威尼斯以海軍聞名，它的陸軍也具有同樣的影響力。在13世紀時，大部分的義大利城邦都已經雇用了僱傭兵，不過威尼斯軍隊仍然從周圍的潟湖地區徵募軍人，另外從達爾馬提亞及伊斯特里亞進行封建制度的徵兵。在遇到緊急狀況時，政府將會登記所有年齡界於17歲與60歲之間的男性，並且對他們的武器進行紀錄，而他們在實戰時會被編入由12人組成的隊佐。據1338年的登記紀錄顯示威尼斯估計約有30,000名威尼斯男子可以參戰，其中大多是熟練的弩手。在其他的義大利城邦，貴族與其富人都加入騎兵，但在威尼斯則被徵召作步兵。

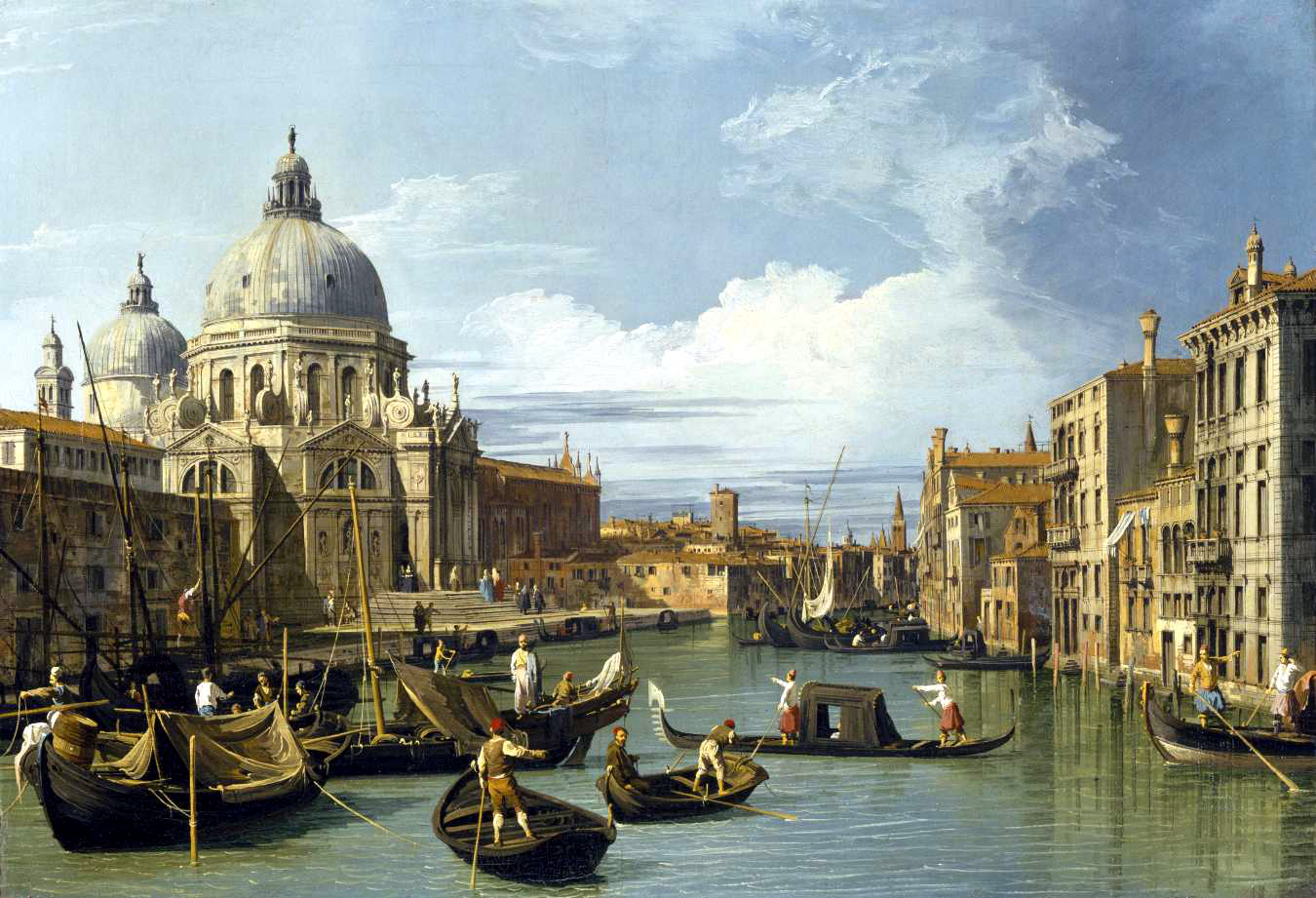
威尼斯，由加纳莱托在1730年所繪

在1450年時，總共有超過3000艘威尼斯的商船處於營運的狀態中，其中大部分在必要時可以變成戰船或運輸船。政府要求每艘商船必須搭載特定數量的武器（大部分是十字弓與槍）及盔甲，商船的乘客也被預期在必要時可以武裝起來並進行戰鬥。一艘預備用且長約25公尺的戰船被保存在兵工廠中，戰船奴隸並不存在於中古時代的威尼斯，划手則是從這個城市或是它的領地（特別是達爾馬提亞）中產生的。從威尼斯選出的人們大部分是從每個教區中，當這些槳手離開之後，他們的家庭會受到教區中其他人的支持。債務人一般是在戰船上划船來償還他們的債務，划船的技術則是以貢多拉鳳尾船競賽來鼓勵。
在15世紀初期，隨著領土的擴張，於是出現了第一支常備軍，其中包括簽定契約的佣兵隊長（condottieri）。威尼斯與佛羅倫斯在1426年締結同盟，並且同意在戰爭時期提供8,000名騎兵與3,000名步兵，平時則提供3,000名騎兵與1,000名步兵。在15世紀末，製服採用紅白條紋的樣式，榮譽及熱情的制度逐漸產生。在15世紀當中，威尼斯的陸上軍隊幾乎總是攻擊的一方，並且被認為是義大利最具影響力的，大部分是因為所有階級都必須為保衛這個城市而拿起武器與官方對於一般軍事訓練的獎勵。15世纪末，在总督弗朗切斯科·福斯卡里任内，威尼斯陆军败于米兰，同时佛罗伦斯改与米兰结盟，从此威尼斯逐渐丧失了对北意大利的陆上控制权。

### 現代

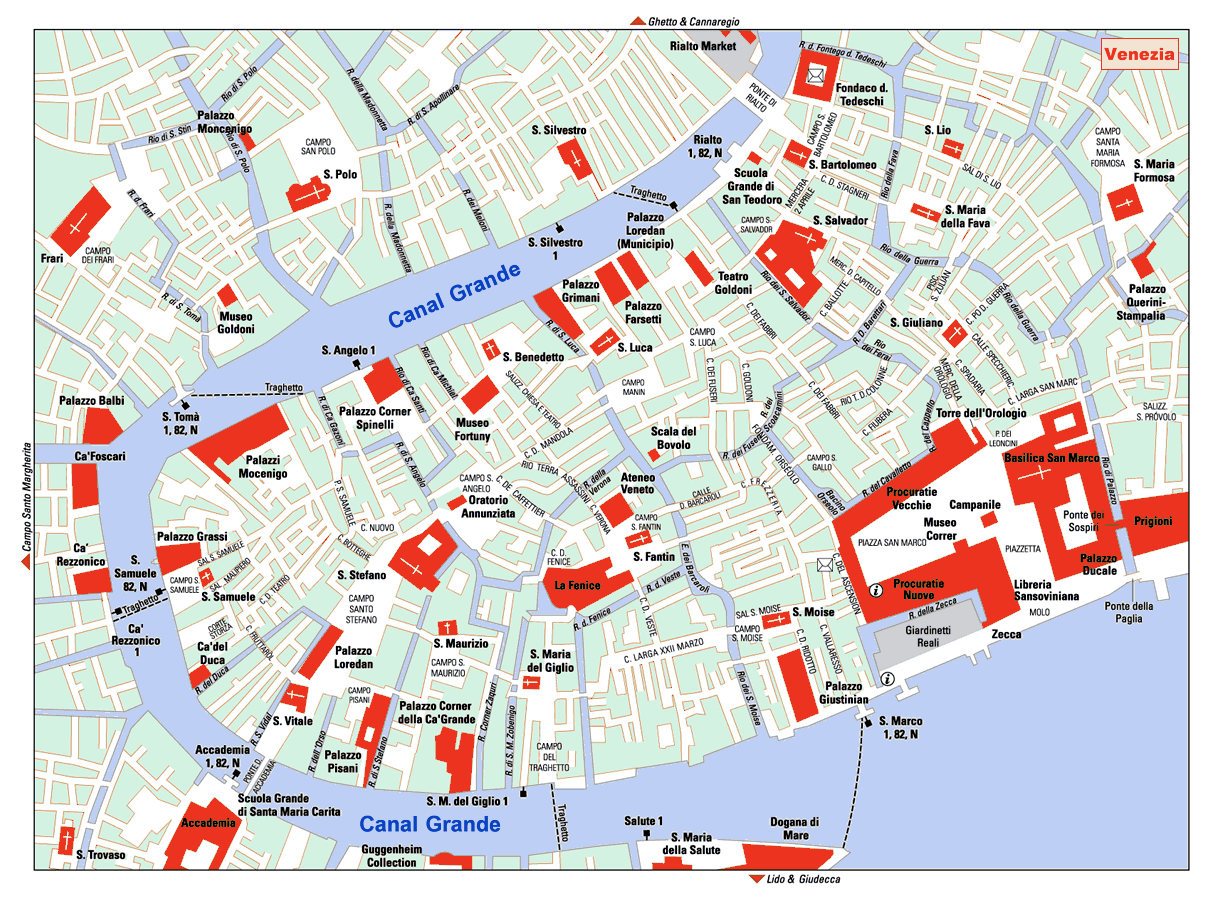
威尼斯歷史中心的地圖

隨着拿破崙於1797年5月12日（第一次反法同盟期間）佔領威尼斯，威尼斯共和國宣告滅亡，恰好是独立后1100年。這位法蘭西的征服者導致威尼斯歷史上最美好的一個世紀的結束︰在18世紀時，威尼斯也許是歐洲最優雅的城市，對於藝術、文學及建築都擁有巨大的影響力。拿破崙對於這個城市的猶太人而言，似乎是個解放者，雖然因為他們被限制居住在幾個區域中而引起爭論。他移除了猶太區出入口，並結束猶太人居住及旅遊的區域限制。
拿破崙在1797年10月12日根據坎波福爾米奧條約，將威尼斯交于奧地利統治。奧地利政府則在1798年1月18日正式接管威尼斯。1805年，拿破崙與奧地利簽署了普雷斯堡條約，從奧地利手中奪回了威尼斯，並納入自己的義大利王國內。但是隨著拿破崙在1814年的戰敗，威尼斯又再次歸奧地利掌控的倫巴第-威尼西亞王國的統治。在曼寧的帶領下，一次短暫的革命發生在1848－1849年間，建立了聖馬可共和國（威尼斯第二共和國），但之後在奧軍的鎮壓下失敗了。
1848年革命失敗以後，年輕的奧國新皇帝弗朗茨·约瑟夫在1849年登基，鎮壓新聞自由和恢復私刑審判，將帝國帶向開明專制的強勢統治：他任命的首相巴赫，開始了被稱為「巴赫專制」的鐵腕治國。譬如書刊檢查恢復執行，並實行更嚴格的警察監督，以致所有（資產階級）政治活動的自由都被鎮壓了。行政、司法和財政制度也改組地很有活力，但加重了財務壓力與人民的稅負。這樣的專制一直延續到1861年二月憲法的頒布才有重大調整，正式讓資產階級為主的人民獲得政治權力。1866年隨著普奧戰爭，威尼斯與倫巴底-威尼西亞王國的其他地區成為現代義大利的一部分。
自18世紀中葉開始，隨著成為自由港的的里雅斯特和安科纳，在經濟上與威尼斯的競爭越來越激烈。特別是1869年蘇伊士運河的開通，使得亞洲和中歐地區蓬勃發展貿易，威尼斯很快就失去了過去競爭優勢和商業實力。
在第二次世界大戰期間，威尼斯基本上沒有受到任何攻擊，唯一值得注意的事件是1945年3月21日，盟軍飛機對威尼斯港空襲的保齡球行動，但沒有對城市本身造成建築破壞。1945年4月29日，由伯納德·弗雷伯格 (Bernard Freyberg）中將率領的英國第八集團軍，解放了曾經作為反墨索里尼意大利游擊隊溫床的威尼斯。

## 地理

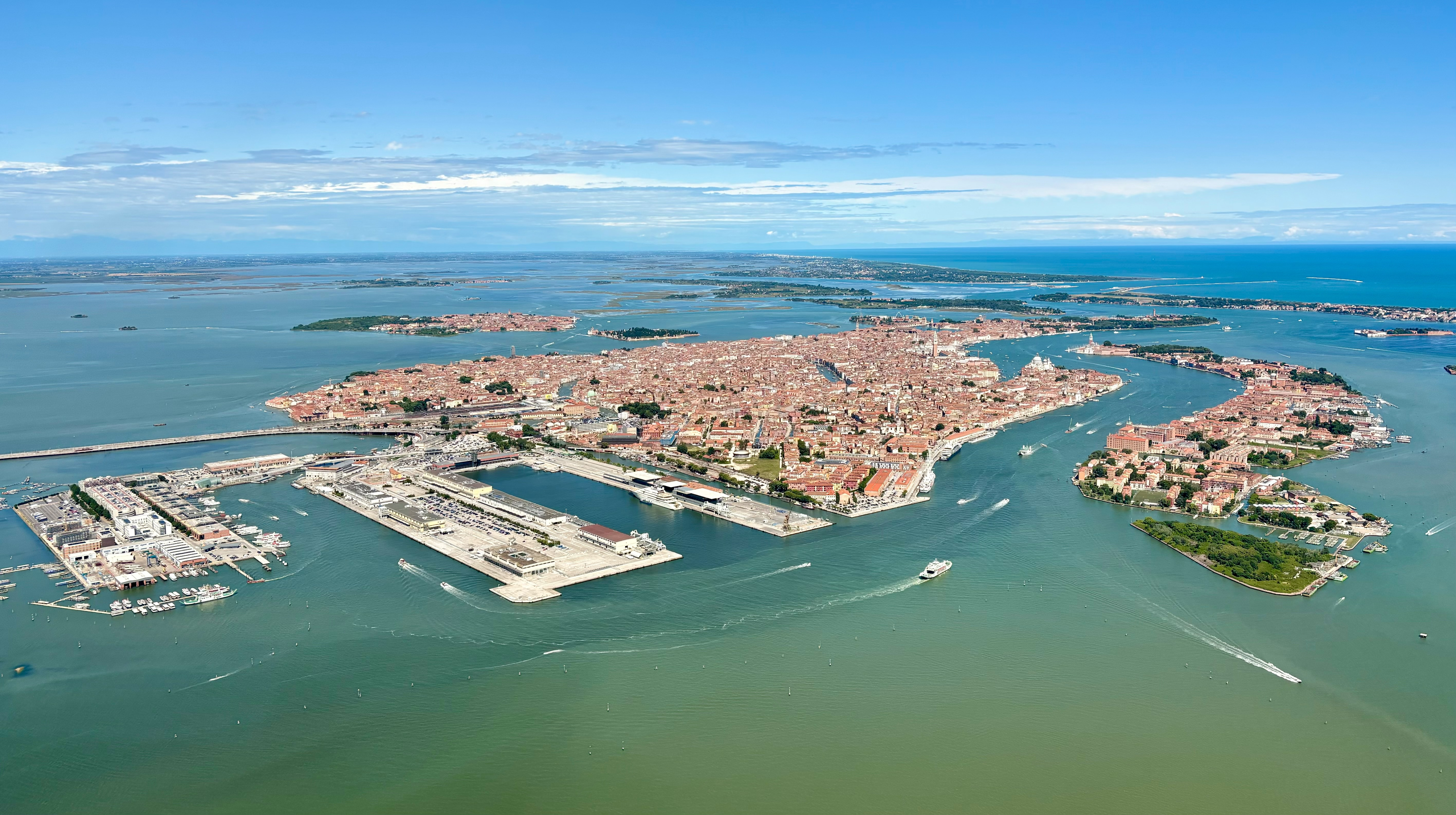
俯瞰威尼斯城

威尼斯的主城区建于离岸4公里的海边浅水滩上，河流從阿爾卑斯山嚮東流過威尼托平原，沖刷成泥沙，在從東方環繞亞得里亞海頭的洋流的作用下，淤泥被拉長成長堤或利迪河向西，城市所在的水域平均水深1.5公尺。並依靠铁路、公路、桥与陆地相连。城市共由118个小岛组成，并以177条水道、401座桥梁连成一体，以舟相通，故有“水上都市”、“百岛城”、“桥城”之称。

### 地層下陷
由於座落於地層下陷的沿海環境，威尼斯經常會促成了季節性的高水位，威尼斯潟湖的洪峰在此時段將達到最高點，使得城市的大部分表面偶爾會在漲潮時被覆蓋。

### 地基
為躲避蠻族的蹂躪，而被迫逃往亞德里亞海上的潟湖上的人民學會一個特殊的建築技術，他們通過以耐水著稱的榿木樹幹組成的大木樁打入水底，直到木樁到達更堅硬的壓縮黏土層後打牢。在扎實了地基結構後則在開始鋪上木板興建建築，目前多數建築地基是在樁頂上興建的伊斯特拉石灰石板上建立。

### 氣候
根據柯本气候分类法，威尼斯屬中緯度、四個季節的副热带湿润气候（Cfa），該城市冬季涼爽，夏季炎熱潮濕。1月的24小時平均溫度為3.3°C (37.9°F)，7月的平均溫度為23.0°C (73.4°F)。全年降水分佈相對均勻，平均為748毫米（29.4英寸）；在11月下旬至3月初之間下雪並不罕見。在最嚴酷的冬季，甚至運河和部分潟湖可能會結冰，但隨著過去30-40年的暖化趨勢，這種情況變得越來越罕見。
| 威尼斯 (1971–2000)                          | 威尼斯 (1971–2000) | 威尼斯 (1971–2000) | 威尼斯 (1971–2000) | 威尼斯 (1971–2000) | 威尼斯 (1971–2000) | 威尼斯 (1971–2000) | 威尼斯 (1971–2000) | 威尼斯 (1971–2000) | 威尼斯 (1971–2000) | 威尼斯 (1971–2000) | 威尼斯 (1971–2000) | 威尼斯 (1971–2000) | 威尼斯 (1971–2000) |
| 月份                                        | 1月                | 2月                | 3月                | 4月                | 5月                | 6月                | 7月                | 8月                | 9月                | 10月               | 11月               | 12月               | 全年               |
| ------------------------------------------- | ------------------ | ------------------ | ------------------ | ------------------ | ------------------ | ------------------ | ------------------ | ------------------ | ------------------ | ------------------ | ------------------ | ------------------ | ------------------ |
| 平均高温 °C（°F）                           | 6.6 (43.9)         | 8.6 (47.5)         | 12.5 (54.5)        | 16.1 (61.0)        | 21.5 (70.7)        | 24.9 (76.8)        | 27.7 (81.9)        | 27.5 (81.5)        | 23.5 (74.3)        | 18.0 (64.4)        | 11.6 (52.9)        | 7.4 (45.3)         | 17.2 (63.0)        |
| 日均气温 °C（°F）                           | 3.3 (37.9)         | 4.7 (40.5)         | 8.3 (46.9)         | 12.0 (53.6)        | 17.1 (62.8)        | 20.5 (68.9)        | 23.0 (73.4)        | 22.6 (72.7)        | 18.9 (66.0)        | 13.8 (56.8)        | 7.8 (46.0)         | 4.0 (39.2)         | 13.0 (55.4)        |
| 平均低温 °C（°F）                           | −0.1 (31.8)        | 0.8 (33.4)         | 4.1 (39.4)         | 7.8 (46.0)         | 12.7 (54.9)        | 16.1 (61.0)        | 18.3 (64.9)        | 17.7 (63.9)        | 14.3 (57.7)        | 9.6 (49.3)         | 4.0 (39.2)         | 0.6 (33.1)         | 8.8 (47.8)         |
| 平均降水量 mm（）                           | 47.0 (1.85)        | 48.3 (1.90)        | 48.8 (1.92)        | 70.0 (2.76)        | 66.0 (2.60)        | 78.0 (3.07)        | 63.9 (2.52)        | 64.8 (2.55)        | 72.0 (2.83)        | 73.5 (2.89)        | 65.5 (2.58)        | 50.6 (1.99)        | 748.4 (29.46)      |
| 平均降水天数（≥ 1.0 mm）                    | 6.0                | 5.2                | 5.7                | 8.3                | 8.2                | 8.6                | 5.9                | 6.1                | 5.9                | 6.7                | 5.8                | 5.9                | 78.3               |
| 平均相對濕度（％）                          | 81                 | 77                 | 75                 | 75                 | 73                 | 74                 | 71                 | 72                 | 75                 | 77                 | 79                 | 81                 | 75.8               |
| 月均日照時數                                | 80.6               | 107.4              | 142.6              | 174.0              | 229.4              | 243.0              | 288.3              | 257.3              | 198.0              | 151.9              | 87.0               | 77.5               | 2,037              |
| 可照百分比                                  | 29                 | 38                 | 38                 | 41                 | 49                 | 51                 | 62                 | 59                 | 51                 | 45                 | 29                 | 28                 | 43                 |
| 来源1：MeteoAM (sun and humidity 1961–1990) |                    |                    |                    |                    |                    |                    |                    |                    |                    |                    |                    |                    |                    |
| 来源2：Weather Atlas                        |                    |                    |                    |                    |                    |                    |                    |                    |                    |                    |                    |                    |                    |

| 威尼斯的氣候數據                                     | 威尼斯的氣候數據 | 威尼斯的氣候數據 | 威尼斯的氣候數據 | 威尼斯的氣候數據 | 威尼斯的氣候數據 | 威尼斯的氣候數據 | 威尼斯的氣候數據 | 威尼斯的氣候數據 | 威尼斯的氣候數據 | 威尼斯的氣候數據 | 威尼斯的氣候數據 | 威尼斯的氣候數據 | 威尼斯的氣候數據 |
| Month                                                | Jan              | Feb              | Mar              | Apr              | May              | Jun              | Jul              | Aug              | Sep              | Oct              | Nov              | Dec              | Year             |
| ---------------------------------------------------- | ---------------- | ---------------- | ---------------- | ---------------- | ---------------- | ---------------- | ---------------- | ---------------- | ---------------- | ---------------- | ---------------- | ---------------- | ---------------- |
| Average sea temperature °C (°F)                      | 9.9 (49.8)       | 8.7 (47.7)       | 9.9 (49.8)       | 13.4 (56.1)      | 18.6 (65.5)      | 23.4 (74.1)      | 25.4 (77.7)      | 25.4 (77.7)      | 23.6 (74.5)      | 19.3 (66.7)      | 16.0 (60.8)      | 13.2 (55.8)      | 17.2 (63.0)      |
| Mean daily daylight hours                            | 9.0              | 10.0             | 12.0             | 14.0             | 15.0             | 16.0             | 15.0             | 14.0             | 13.0             | 11.0             | 10.0             | 9.0              | 12.3             |
| Average Ultraviolet index                            | 1                | 2                | 3                | 5                | 7                | 8                | 8                | 7                | 5                | 3                | 2                | 1                | 4.3              |
| Source #1: seatemperature.org (avg. sea temperature) |                  |                  |                  |                  |                  |                  |                  |                  |                  |                  |                  |                  |                  |
| Source #2: Weather Atlas                             |                  |                  |                  |                  |                  |                  |                  |                  |                  |                  |                  |                  |                  |

### 水患
在秋季和早春之間，威尼斯經常面臨從亞得里亞海湧入的潮汐威脅。六百年前，威尼斯人通過改道流入潟湖的所有主要河流，以保護城市免受陸上的襲擊，從而防止沉積物填滿城市周圍地區。然而這也對城市周遭創造一個更深的潟湖環境，由於威尼斯最低處的聖馬可大教堂僅海拔64厘米（25英寸），因此威尼斯是世界上最容易發生洪水的城市之一。
在20世紀，當周遭地質的地下水遭到抽取以為周邊工業區域供水使用後，威尼斯面臨下沈的危機。人們開始意識到從含水層中提取水是造成城市下沈的原因。儘管1960年代禁止自流井以來，下沉速度明顯放緩。然而，這座城市仍然受到更頻繁的低級別洪水的威脅，研究表明，威尼斯平均在每年約1-2毫米相對緩慢的速度漸漸下沉；同時受到全球暖化的影響，導致城市洪水頻率和程度急速增加，因此，城市的洪水警報狀態從來沒有被撤銷，1966年11月4日，大潮湧入威尼斯。聖馬可廣場水深逾1.94公尺，五千多人無家可歸，不少藝術作品亦被毀。1996年，水淹高達一百次
。
2003年5月，時任意大利總理西尔维奥·贝卢斯科尼啟動了摩西計劃（Modulo Sperimentale Elettromeccanico），这项计划设计在3条连接威尼斯潟湖与亚得里亚海的通道上，建造79座裝有鉸鍊樞紐的活动水闸。水闸安装在埋入海底的水泥基座上。当预报有大海潮来袭时，潮汐水位上漲超過1米時，压缩空气就会灌入中空活动板，帮助活动板升高形成堤壩，以阻止亚得里亚海的海水繼續湧入潟湖，這項工程原定於2018年完成，但因為經過多次延誤、成本超支和醜聞，導致該項目最終到2021年底完工，路透社的一份報告指出，摩西計劃的延誤歸咎於“腐敗醜聞”。2020年10月3日，摩西計劃首次在漲潮事件投入使用，以防止城市的一些低窪地區被洪水淹沒。
2019年11月13日，威尼斯再度被洪水淹沒，當時水位達到1.87公尺（6 ft），是自1966年事件以來的最高潮。超過80%的城市遭到海水覆蓋，破壞了包括50多座教堂在內的文化遺產，導致建築物被迫暫停營業參觀。根據各種消息來源，包括聖馬可大教堂保護負責人馬可·皮亞納（Marco Piana）計劃中的防洪屏障，本來可以防止這一洪水事件發生。威尼斯市長則將洪水歸咎於氣候變化，並承諾防洪屏障的工作將會繼續進行。

## 人口
威尼斯是中世紀晚期歐洲最大的城市之一，在西元1000年便有60,000人口；1200年則達到80,000人；並在1300年上升到110,000–180,000人。在 1500年代中期，該市的人口為170,000，到 了1600年接近200,000人。
根據2009年的人口紀錄，威尼斯共有270,098人居住（估計人口為 272,000人，其中威尼斯市區約60,000人，特拉弗馬（大陸）約176,000人；潟湖其他島嶼上共有31,000人); 約有47.4% 為男性，52.6%為女性。未成年人（18歲及以下）則佔人口的 14.36%，領取養老金的老人則佔25.7%。相比之下，義大利其他城市的平均水平分別為 18.06% 和 19.94%。威尼斯居民的平均年齡為46歲，而義大利的平均年齡為42歲。在2002年至2007年的五年間，威尼斯人口下降了0.2%，而意大利整體增長了 3.85%。反映出這座歷史老城的人口下降更快：從1980年的約 120,000人下降到2009年約60,000人，並在2016年降至55,000人以下。
截至2018年，威尼斯86%的人口是意大利人。最大的移民群體包括：5,934 (2.3%)孟加拉國人、5,578 (2.1%)羅馬尼亞人、4,460 (1.7%)摩爾多瓦人、3,351 (1.3%)中國人和 2,511 (1%)烏克蘭人。

### 宗教
威尼斯主要信奉羅馬天主教（2018年威尼斯宗主教區居民人口約為85.0%），但由於與君士坦丁堡的長期交集，東正教在城市也具有很大的影響；由於移民因素，現在威尼斯也有龐大的穆斯林社區（2018年約有25,000人，占城市人口的9.5%）和一些印度教和佛教居民。
自1991年以來，威尼斯聖喬治教堂已成為意大利和馬耳他希臘東正教總教區和南歐總主教區的教區，是君士坦丁堡普世宗主教管轄下的拜占庭式教區。
威尼斯還有一個歷史悠久的猶太社區。威尼斯猶太人區是猶太人被迫生活在威尼斯共和國統治下的區域。聚集區（ghetto）這個詞就此威尼斯語創立，現在在許多語言中都還可以找到。莎士比亞寫於16世紀後期的戲劇《威尼斯商人》，中已放高利貸致富的夏洛克（Shylock）就是居住在威尼斯的猶太人。在第二次世界大戰期間，居住在威尼斯的猶太人遭到圍捕並被驅逐到滅絕營，而自戰爭結束以後，威尼斯的猶太人口從1500人減少到大約500人。只有大約30名猶太人居住在該市過去的猶太人區中。

### 語言
威尼斯語是威尼斯的居民最常使用的語言，屬羅曼語族的其中一種，目前有超過200萬人使用這種語言，其中大部分是在義大利的威尼托地區。在發音、句子結構和詞彙方面與標準的意大利語有很大不同，自2007年3月28日已被威尼托地區委員會認可為一種語言。

## 區域劃分

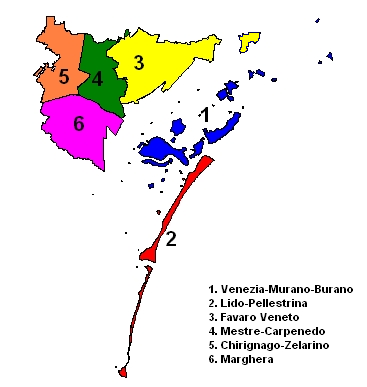
威尼斯的區域劃分

威尼斯島劃分成六個區域，多爾索杜羅區、聖馬可區、聖十字區、卡納雷吉歐區、聖保羅區與城堡區。威尼斯島與鄰近地區則包含六个地区：
岛屿
1) 威尼斯历史城区-穆拉诺岛
2) 利多-Pellestrina（Venezia litorale）
陆地
3) Favaro Veneto
4) 梅斯特雷-Carpenedo（Mestre centro）
5) 卡納雷吉歐區-Zelarino
6) 馬爾蓋拉

## 經濟

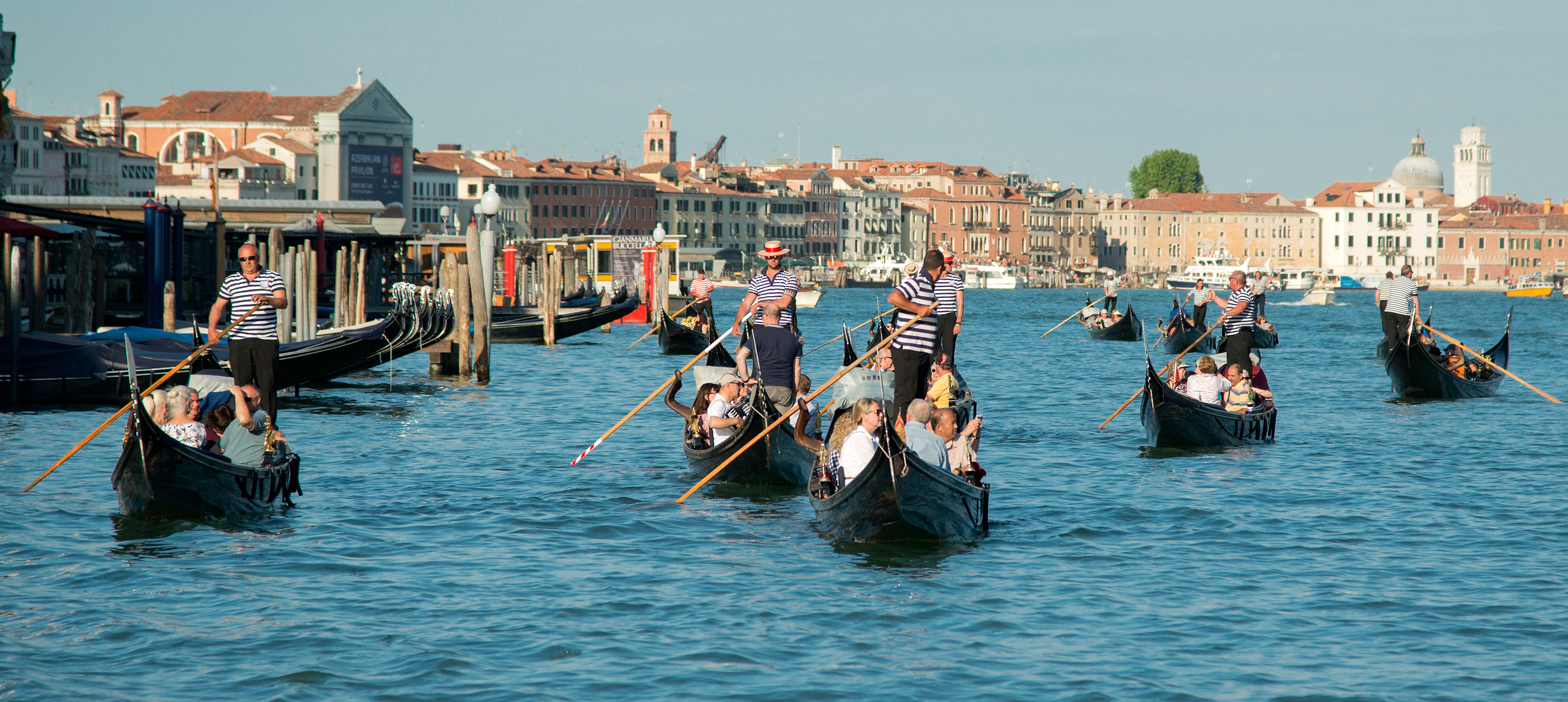
幾艘貢多拉停靠在威尼斯

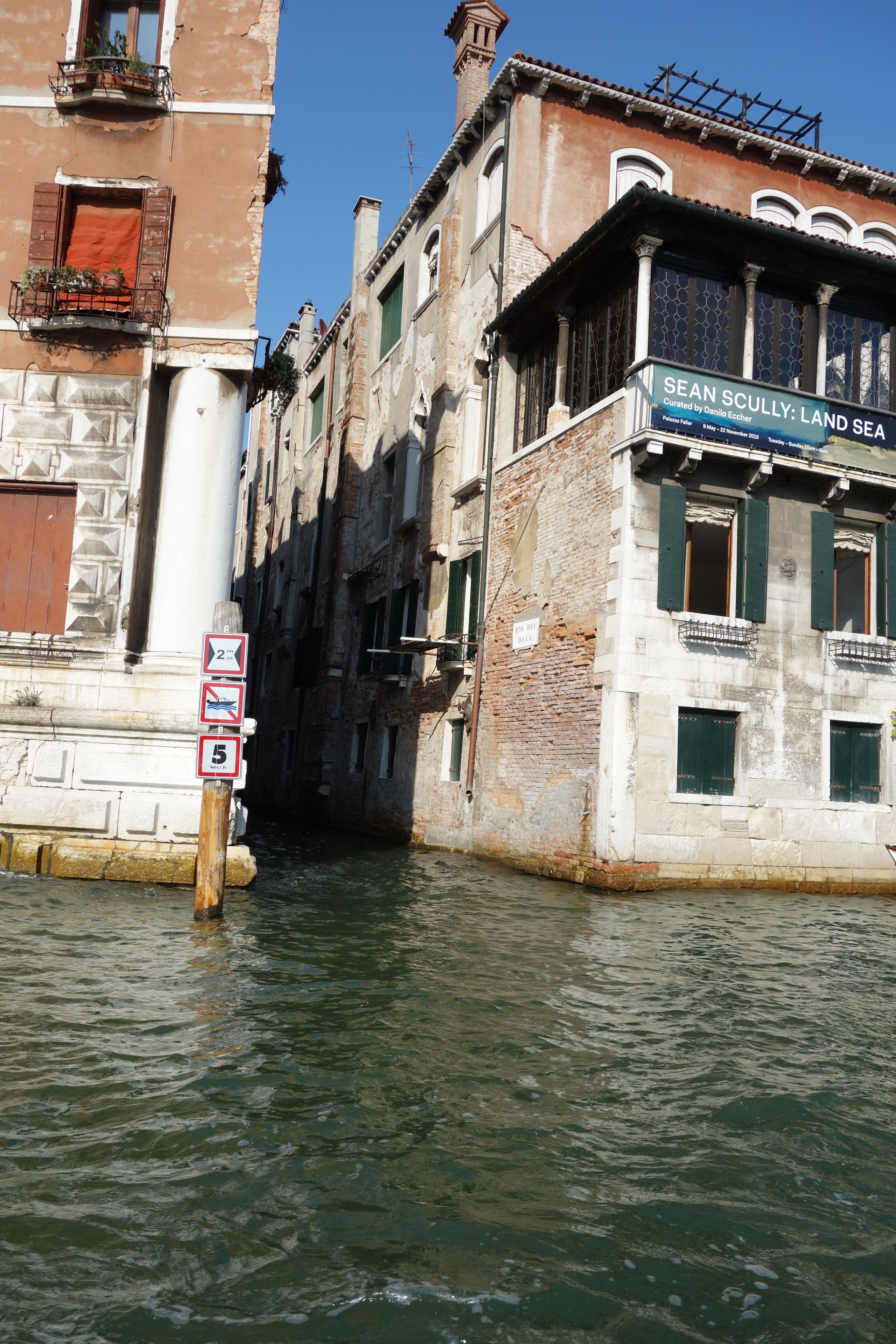
威尼斯水道的交通指示装置。由此图可知，此水道限宽2.2米，限速5km/h

威尼斯的經濟在整個歷史上時常發生劇烈變化。儘管關於最早年份經濟的具體文獻很少，但促使該城市繁榮的一個重要經歷來源，很可能為奴隸貿易，這些奴隸在中歐被俘並並出售到北非和黎凡特等地。由於威尼斯位於亞得里亞海上游，阿爾卑斯山上的布倫納山口終點以南，作為這一重要貿易的重要地理位置，使得威尼斯具有明顯的優勢，並在中世紀和文藝復興時期成為重要的商業和貿易中心，控制著廣闊海洋的巨大帝國，也使得威尼斯在當時成為極其富有的歐洲城市，和政治和經濟事務的領導之都。在11世紀到15世紀，威尼斯經常提供前往聖地的朝聖活動。熱那亞、比薩、馬賽、安科納和杜布羅夫尼克等其他港口共同競爭。
來自新朱爾法（Julfa）的亞美尼亞商人是過去威尼斯的主要商人，尤其是17世紀的謝里曼家族（Sceriman）最為強盛。他們專門從事寶石和鑽石業務。年度貿易量則達到百萬噸以上，這在17世紀是非常罕見的情況。然而隨後威尼斯的貿易帝國被葡萄牙等國接管，導致作為海軍強國的重要性降低。在18世紀，威尼斯成為主要的農業和工業出口國。18世紀中最大的工業園區就是威尼斯兵工廠，這是一個涵蓋造船廠、軍械庫和武器商店的龐大工業建築群，直到今天意大利軍隊仍在使用，一些空間則重新活化成藝術空間。自二戰以來，許多威尼斯人搬到了鄰近的城市梅斯特雷和馬爾蓋拉港，以在當地尋找就業機會和找到負擔得起的住房。.
今天，威尼斯的經濟主要以旅遊業、造船業（主要在梅斯特雷和馬爾蓋拉港）、服務業、貿易和工業出口為主。穆拉諾該島精細華麗的琉璃工藝也對於經濟發展也非常重要。[90]然而，這也改變了當代威尼斯的人口結構和經濟形態，使這座城市正面臨了財務與多種層面的挑戰。2016年底，威尼斯的預算出現重大赤字，債務超過4億歐元。據《衛報》報導，「實際上，這個地方已經破產了」 。由於租金迅速上漲，導致當地居住的人口正逐年減少。正如2016年10月《國家地理雜誌》的一篇文章指出，威尼斯當地人口的減少影響了這座城市的特徵：“居民正在放棄這座城市，威尼斯可能將成為一個價格過高的主題樂園”。至今仍留在城市的居民大多仰賴觀光收入維生，遊輪大量排放的柴油顆粒與廢氣也嚴重汙染瀉湖，使得城市的環境也受到巨大的破壞。
2017年6月，意大利被要求救助兩家威尼斯銀行——Banca Popolare di Vicenza和Veneto Banca以防止它們破產。目前兩家銀行都已倒閉，其資產價值將由義大利聯合聖保羅銀行接管，該銀行將獲得52億歐元的補償。意大利政府將對關閉銀行的任何無法收回的貸款造成的損失負責。

### 旅遊業
威尼斯是當代歐洲旅遊最為重要的目的地。該市每天接待多達60,000名遊客（2017 年估計）。每年的遊客人數估計在2200萬到3000萬之間。，不過這種“過度旅遊”給對威尼斯的生態系統造成過度擁擠和環境的問題。到2017年，聯合國教科文組織正在考慮將威尼斯列入其“瀕危”名單，其中包括飽受戰爭蹂躪的國家歷史遺跡。為了減少對威尼斯造成不可逆轉變化的遊客數量，該機構支持政府限制當地的遊輪數量，以及實施更能夠對城市有益且能持續的旅遊業戰略。
自18世紀以來，旅遊業一直是威尼斯經濟的重要組成部分，當時威尼斯以其美麗的城市景觀、獨特性以及豐富的音樂和藝術文化遺產——成為歐洲貴族子弟進行壯遊的一站。19世紀，威尼斯成為“富豪名流”的時尚中心，他們經常在達涅利酒店和弗洛里安咖啡廳等豪華場所下榻用餐，1980年代，威尼斯狂歡節再度興起；目前這座城市已成為國際會議和節日的主要中心，如著名的威尼斯雙年展和威尼斯電影節，其戲劇、文化、電影、藝術和音樂作品等活動也在當地舉辦，吸引了來自世界各地的遊客。
今天，威尼斯開放許多景點供人參觀，如聖馬可大教堂、總督宮、大運河和聖馬可廣場。麗都也是一個受歡迎的國際目的地，吸引了成千上萬的演員、評論家、名人和電影行業的其他人到訪度假。該市也擁有相當龐大的郵輪業務。根據2015年的一份報告，威尼斯郵輪委員會估計從郵輪到訪城市的乘客們，每年在該市花費超過1.5億歐元（1.93億美元）。威尼斯被一些人視為旅遊陷阱，而另一些人則將城市視為“活的博物館”。
2024年4月，威尼斯當局以調控一日遊旅客人數為由，規定一日遊遊客若在4月下旬至7月中旬中的29天熱門日期來到威尼斯，需要購票，門票為5歐元。若一日遊遊客被發現沒有買門票，則會面臨50至300歐元的罰款。

### 農業和漁業
2001年，威尼斯只有大約760人從事潟湖農業，他們為老城市場提供主要來自聖伊拉斯莫島的食物。在地從事海洋捕撈工作的獨資公司僅有366家。無孔貽貝的捕撈也是當地重要的漁業資源之一，在潟湖附近則建造由蘆葦床、成排的桿或水壩劃定的魚類養殖場，覆蓋了550平方公里潟湖中的92平方公里。

## 交通

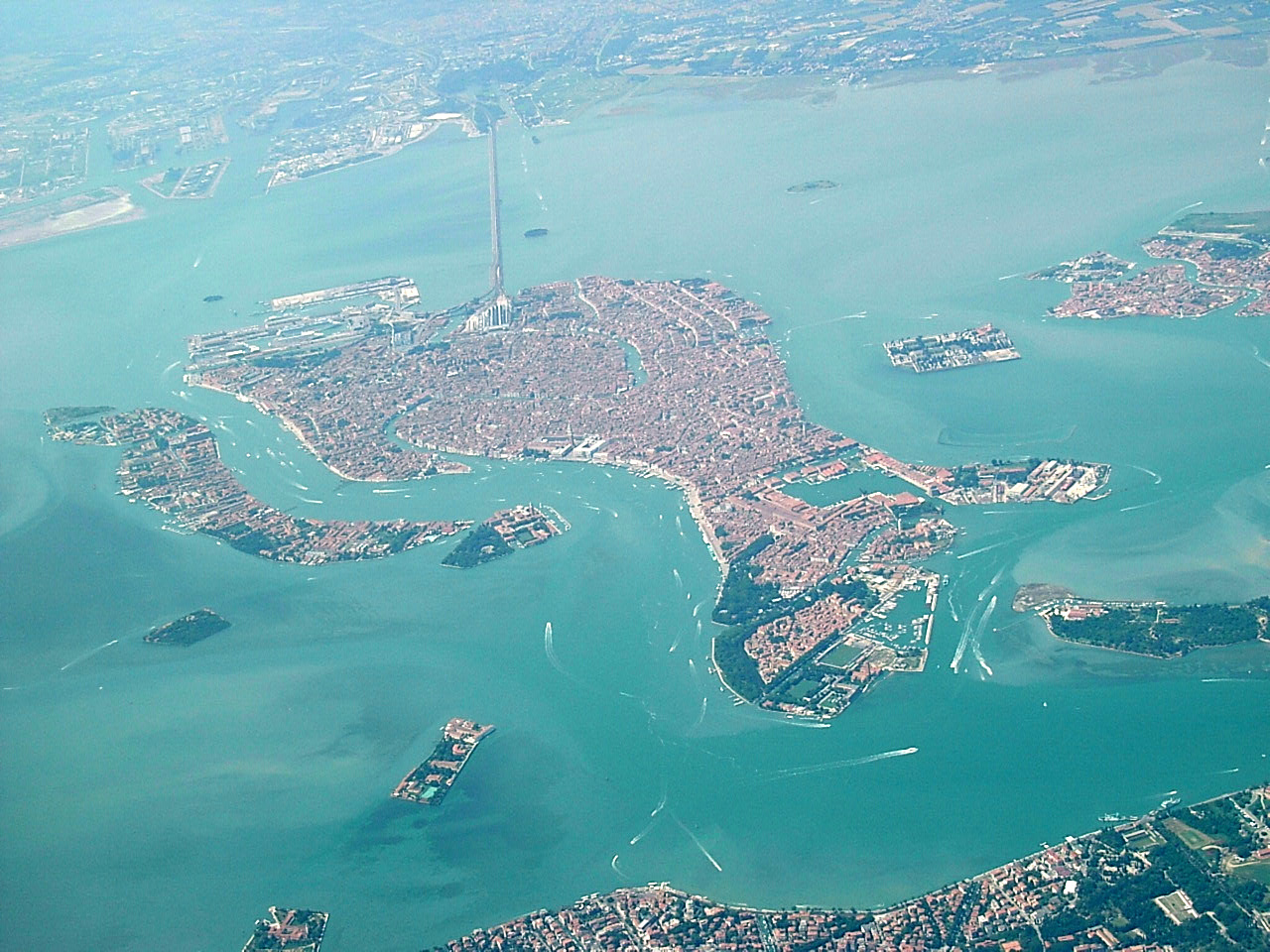
威尼斯的鳥瞰圖，包括通往大陸的自由橋。

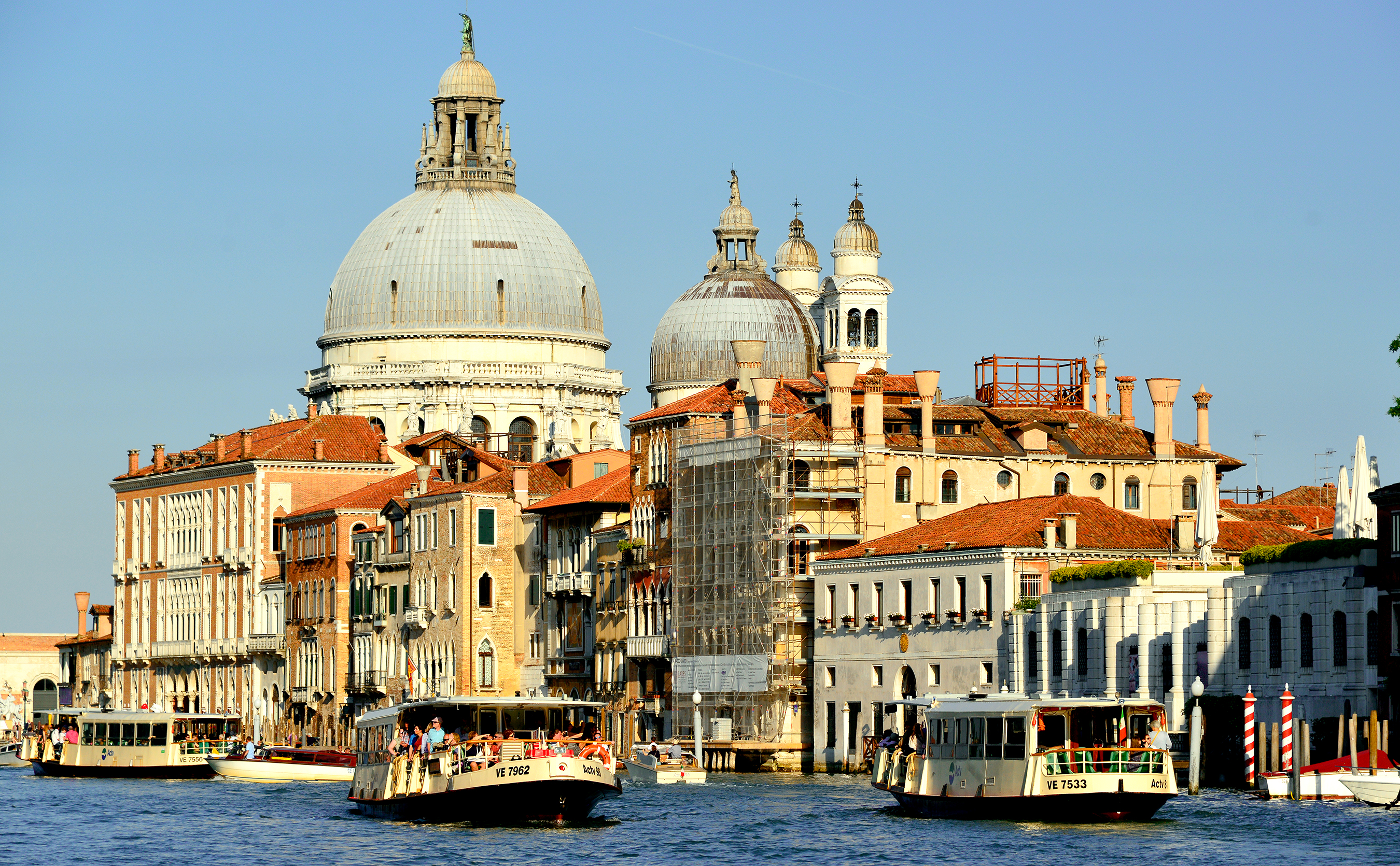
大運河上的汽艇

威尼斯建在一個由 118 個島嶼組成的群島上，位於一個550平方公里（212平方英里）的淺潟湖中，由177條水道上的400座橋樑交織而成。19世紀，一條通往大陸的堤道將鐵路帶到了威尼斯。鐵路長堤把威尼斯主島西北部與義大利半島連接起來。20世紀，又加建公路長堤和泊車場。威尼斯主島西北部的解放橋因而成為鐵路和道路的入口處。聖塔露西亞車站則是威尼斯唯一的鐵路車站。除了城市北部邊緣的鐵路和公路終點站之外，由於城市歷史中心內中心舊市區街道狹窄，運河取代了公路的功能，主要的交通模式是步行與水上交通。目前威尼斯是歐洲最大的城市無車區。在21世紀，這座無車都市是相當獨特的。
現今威尼斯人通常會使用較為經濟的水上巴士（vaporetti）穿行市內主要水道和威尼斯的其他小島，近年，威尼斯也是國際郵輪的頭號目的地，但到了2021年8月1日起，義大利當局規定禁止超過2萬5000噸的船隻駛入威尼斯，未來只有小型客輪及貨船才能駛入威尼斯，大型遊輪必須改停泊在鄰近的港口城市馬格拉。

### 貢多拉
「貢多拉」是威尼斯最具代表性和道統的水上代步小船，几世纪以来一直是威尼斯境内主要的交通工具，貢多拉長度限制在11公尺以下，寬度限制為1.75公尺，重量限制為700公斤。例如，主要類型的貢多拉是由造船者多梅尼科·特拉蒙廷（Domenico Tramontin）家族經營的小船工廠開發，現保存最古老的貢多拉可以追溯到1890年。至今至少有三個造船廠也建造了貢多拉。
貢多拉的類型包括Barchéta da traghetto、 Disdotona（由12名划船者駕駛）、Gondolin（小型貢多拉）、Gondolin （大型貢多拉）、Balotina和Mussin （船頭向前傾斜，其他設計類似於貢多林）。它們都有一個共同的不對稱設計。小船略微向右傾斜，以平衡右手舵與左轉向的壓力以及站在左側的船夫重量。

### 機場
威尼斯的國際機場是馬可波羅國際機場，這是以著名的威尼斯人馬可波羅來命名的。這個機場建立在威尼斯對岸的義大利半島上，並遠離海岸線，不過前往威尼斯的水上運輸工具距離航站步行只需7分鐘。特雷維索機場則距離威尼斯約30公里（19 英里），主要由低成本航空公司使用。

## 建築

#### 世界遺產
當前的威尼斯共分為六個區域：卡納雷吉歐區、圣保罗区、多尔索杜罗区、圣十字区、圣马可区與城堡区。由於威尼斯市區建在潟湖最不穩定的泥灘上，導致該城市在中世紀時市中心相當擁擠。另一方面，由於比大多數歐洲城市更早地遠離騷亂、內亂和入侵，加上運河對於城市的巨大經濟效應等因素，更造就了這座城市日後發展具有獨特性的建築風格。
威尼斯的建築風格豐富多樣，其中最突出的是哥特式建筑。威尼斯哥特式建築是威尼斯建築風格的一個術語，由於受到拜占庭和奧斯曼帝國、西班牙和威尼斯東部貿易夥伴的伊斯蘭國家影響，威尼斯的哥特式建築結合了不少柳葉刀拱門和彎曲的蔥形拱特徵。融合了君士坦丁堡的拜占庭風格，這種風格的著名案例是該市的總督宮和黄金宫。這座城市還保存幾座文藝復興時期和巴洛克風格的建築，包括佩薩羅宮和雷佐尼科宮。文藝復興時期的建築在大約1470年代時才真正流行起來。與意大利其他地區相比，威尼斯的文藝復興建築和巴洛克式建築，在過渡期時則保留了哥特式宮殿的大部分典型形式，使得大運河較擁擠的建築群軸線變得變得和諧。

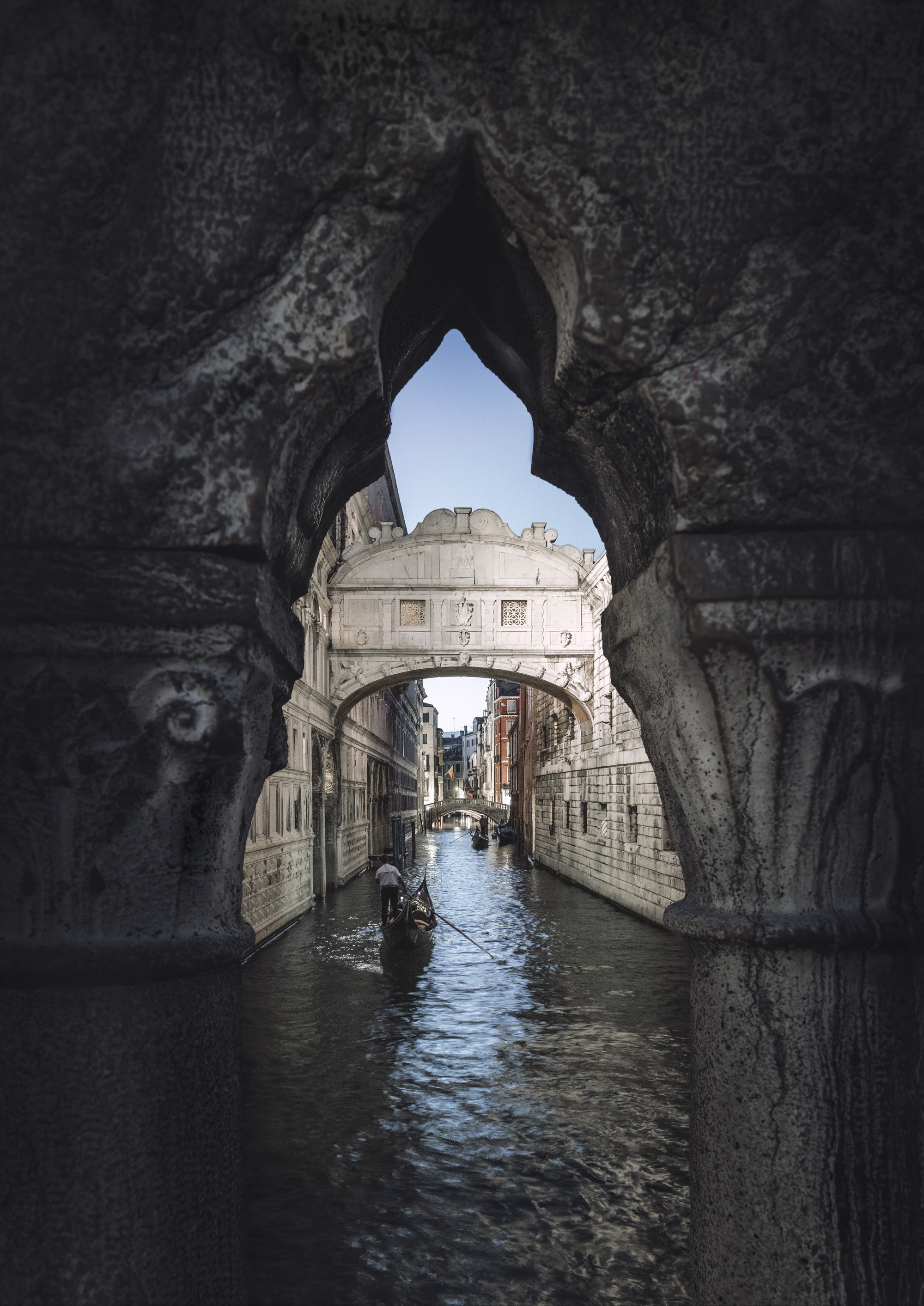
威尼斯最著名的橋梁之一的嘆息橋，是一座連接法院與監獄兩處的一座密封式拱橋，名稱因傳說死囚在行刑前的一刻通橋，因感嘆即將結束的人生而得名。

1987年，威尼斯和附近的潟湖被聯合國教科文組織提名為世界文化遺產。认为其满足以下六个获选条件。
1. 威尼斯是一項獨特的藝術成就，這座城市建在約118個小島上，彷彿漂浮在潟湖的水面上，構成一幅令人難忘的風景，其美景啟發了加纳莱托、賈科莫·瓜爾迪、約瑟夫·瑪羅德·威廉·特納在內的許多畫家。威尼斯的潟湖也保存世界上最集中的教堂傑作之一：從聖母升天聖殿到安康聖母聖殿、聖方濟會榮耀聖母聖殿 和聖洛克大會堂、聖喬治馬焦雷聖殿等。（文化遗产标准一）；
2. 威尼斯對於建築和文化發展的影響相當龐大；首先通過威尼斯共和國的貿易站，沿著達爾馬提亞海岸、小亞細亞和埃及、愛奧尼亞海、伯羅奔尼撒、克里特島和塞浦路斯的島嶼等等的建築物，顯然是也是按照威尼斯當地的模式所建造。但是當城市失去對海上貿易的影響力時，威尼斯則以一種不同的方式持續發揮了它的影響力，這要歸功創立威尼斯畫派的偉大畫家喬瓦尼·貝利尼、喬久內、提齊安諾·維伽略、丁托列托、保羅·委羅內塞和喬凡尼·巴提斯塔·提也波洛，以全新的技派徹底改變了對美術運動中空間、光線和色彩的感知，從而為整個歐洲繪畫和裝飾藝術的發展奠下了里程碑。（文化遗产标准二）；
3. 威尼斯作為歷史考古遺址的不尋常之處，是城市到了至今仍然充滿生機，這座海洋城市最特別之處是作為東方與西方、伊斯蘭教與基督教之間交流的紐帶，其特殊的文化也藉由數以千計的古蹟和過去的遺跡中持續保存著。（文化遗产标准三）；
4. 威尼斯保存了一系列無與倫比的建築群，展示了過去共和國時期輝煌的高度。 從聖馬可廣場等偉大的建築物，到位於其六個區域 (Sestieri) 中簡樸的住宅，包括13世紀的威尼斯會堂，呈現出完整的中世紀城市典範，並與地質特殊的環境特徵密切相關。（文化遗产标准四）；
5. 在地中海地區，威尼斯潟湖是半湖濱棲息地中的一個特別環境，但由於不可逆轉的自然和氣候變化，該棲息地目前已經變得脆弱。在這個連貫的生態系統中，泥濘的架子也與島嶼一樣重要，導致樁住宅、漁村和稻田這些特殊區域也需要得到保護，其價值本身並不亞於宮殿和教堂。（文化遗产标准五）；
6. 威尼斯的存在為人民戰勝強權的象徵，因為他們設法建立了這個城市以抵禦強國的威脅，這座城市更與人類歷史有著直接而切實的聯繫。威尼斯共和國從棲息的小島，將領土延伸到潟湖、亞得里亞海和地中海之外。馬可波羅也是從威尼斯出發來到東亞地區。他在聖洛倫佐的陵墓，也讓人想起威尼斯商人在在推助地理大發現的貢獻。（文化遗产标准六）；

1987年12月，聯合國教科文組織世界遗产委员会第11次会议决定将威尼斯收入世界遗产名录，编号第394号。2021年，由於當地居民與環保人士抗議巨型遊輪的通行造成當地空氣污染，嚴重威脅脆弱的生態與運河環境，導致聯合國教科文組織要求威尼斯市政府提出改善措施，後在2021年8月1日起，義大利當局規定禁止超過2萬5000噸的船隻駛入威尼斯。

### 廣場

聖馬可廣場
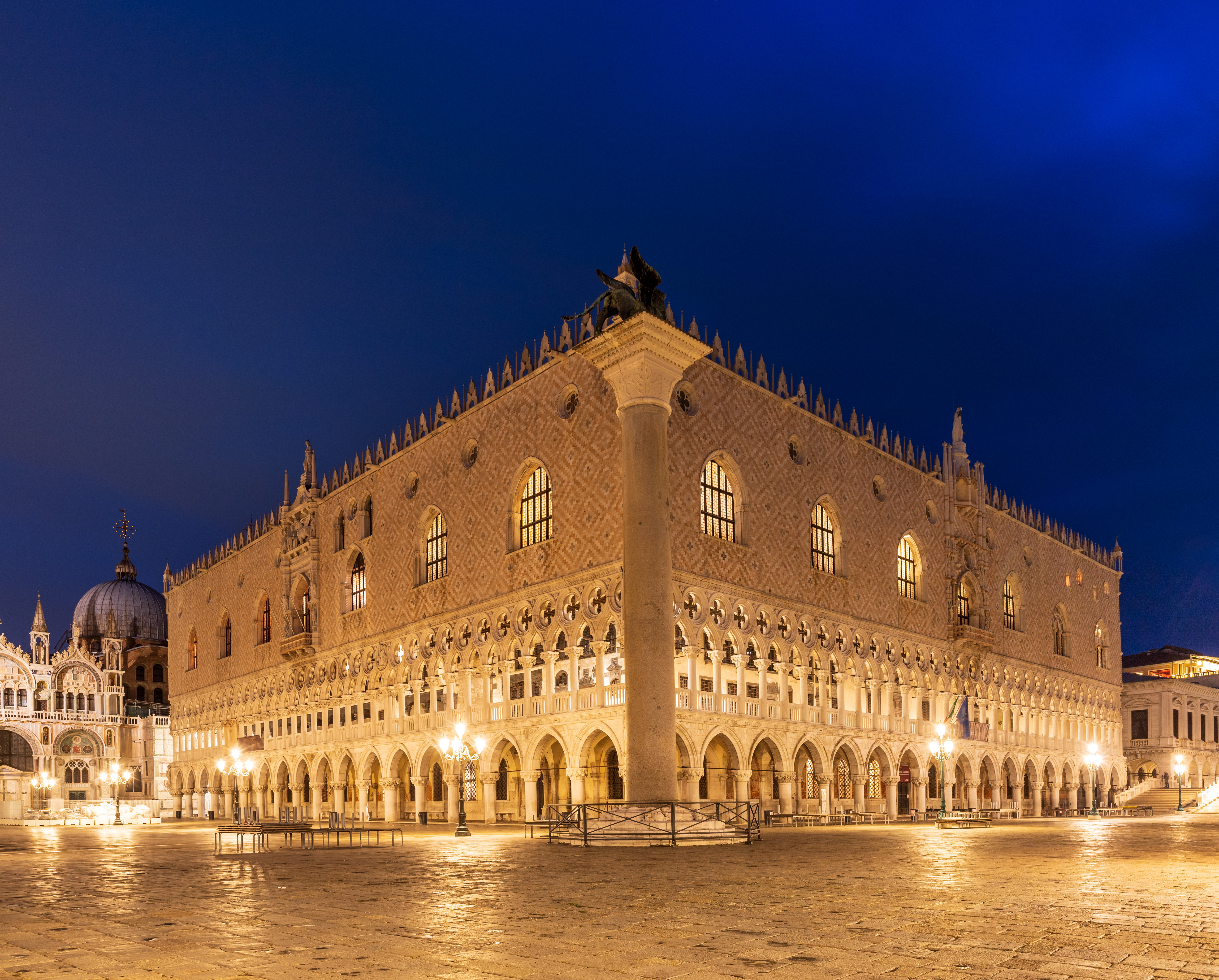
总督宫
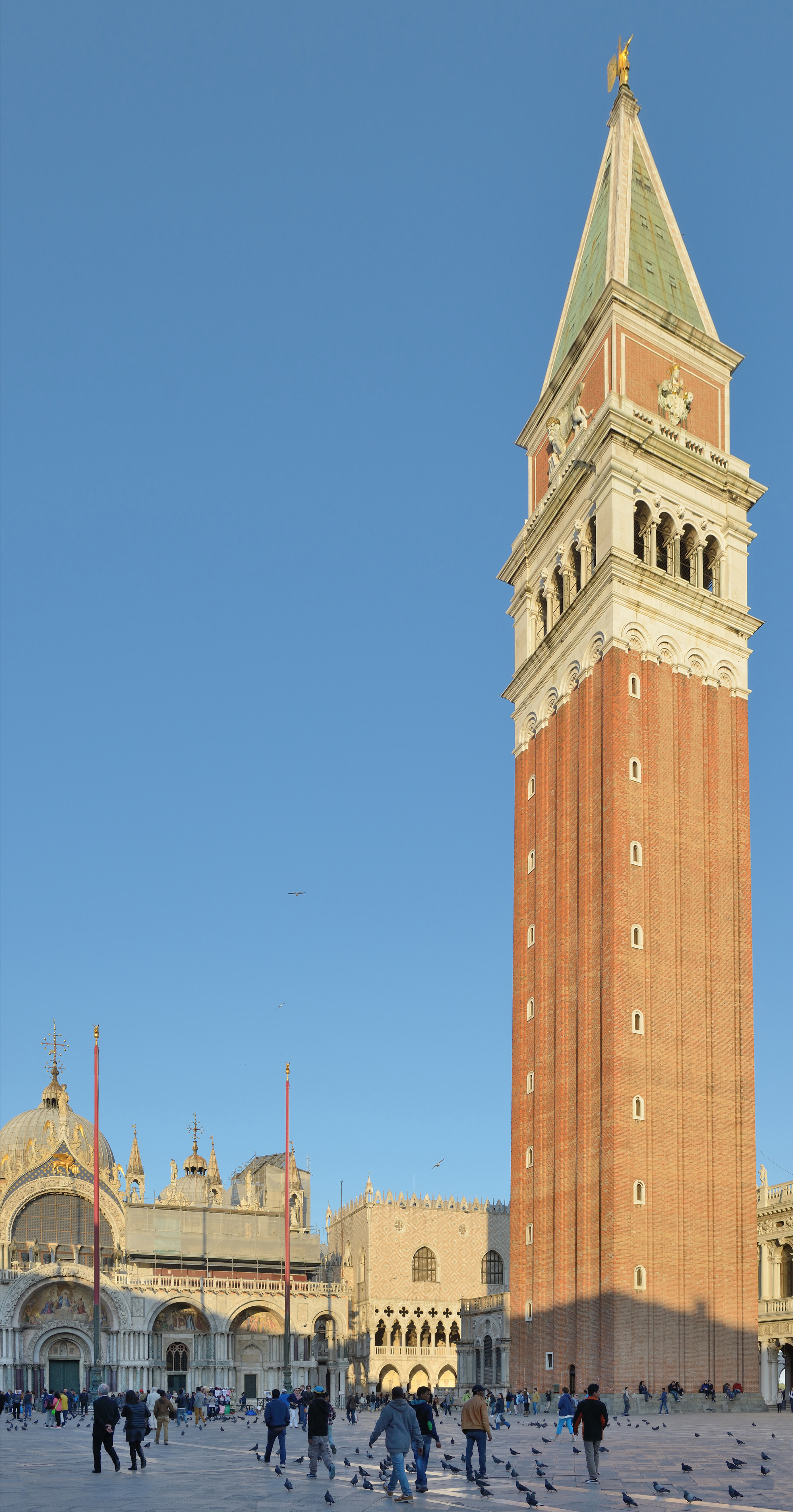
聖馬可鐘樓
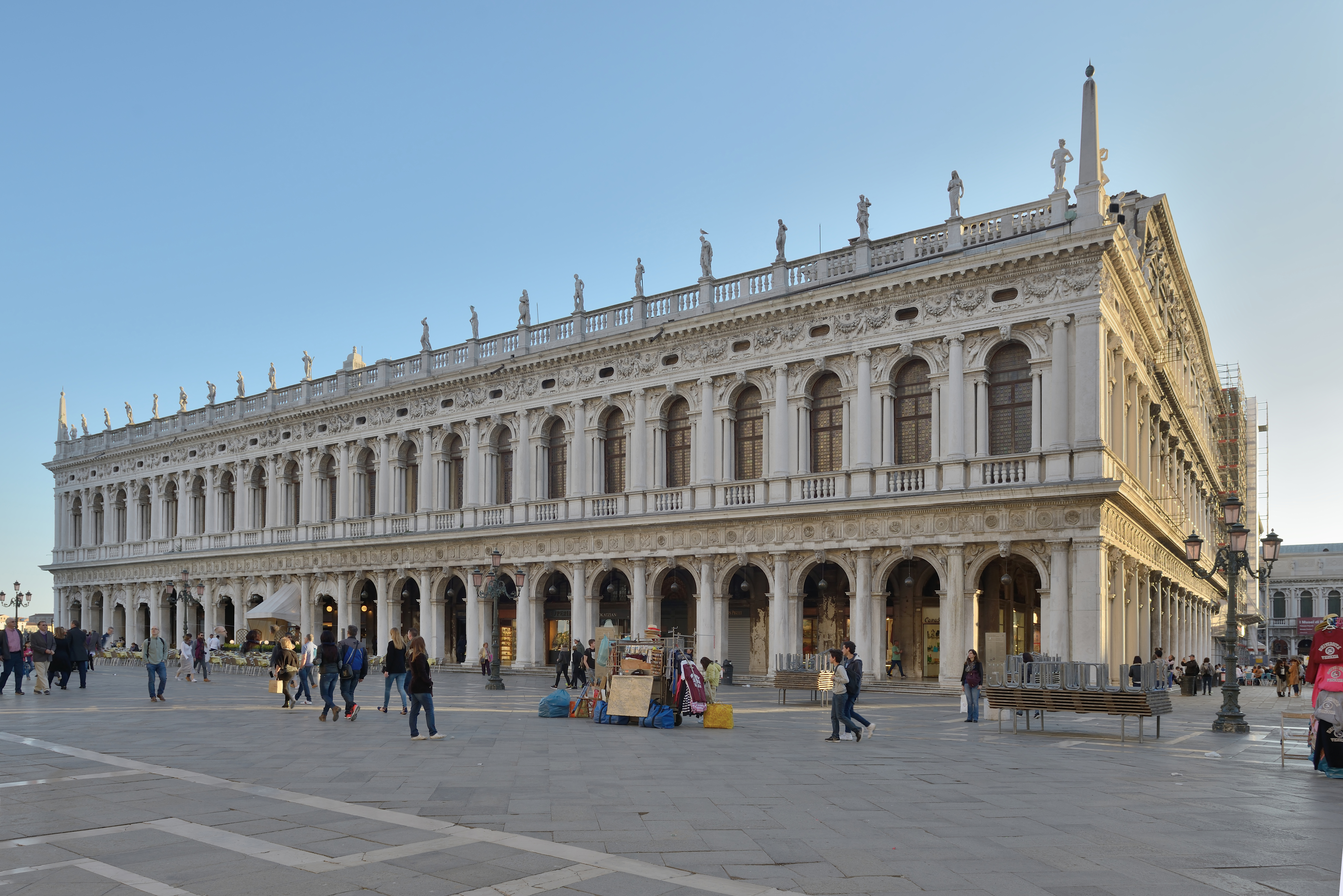
圣马可图书馆

- 聖馬可廣場
- 聖保羅廣場

### 教堂
威尼斯目前擁有豐富的教堂（約為124座），從羅馬式到巴洛克式，而教堂旁邊的鐘樓（鐘樓）從外觀看待顯得格外醒目，其中作為城市和前共和國的象徵是聖馬可大教堂，這座神殿最初以拜占庭風格建造，供奉聖馬可福音傳教士的遺骸，目前則是成為天主教威尼斯宗主教區的主教座堂，同時是威尼斯宗主教駐地。

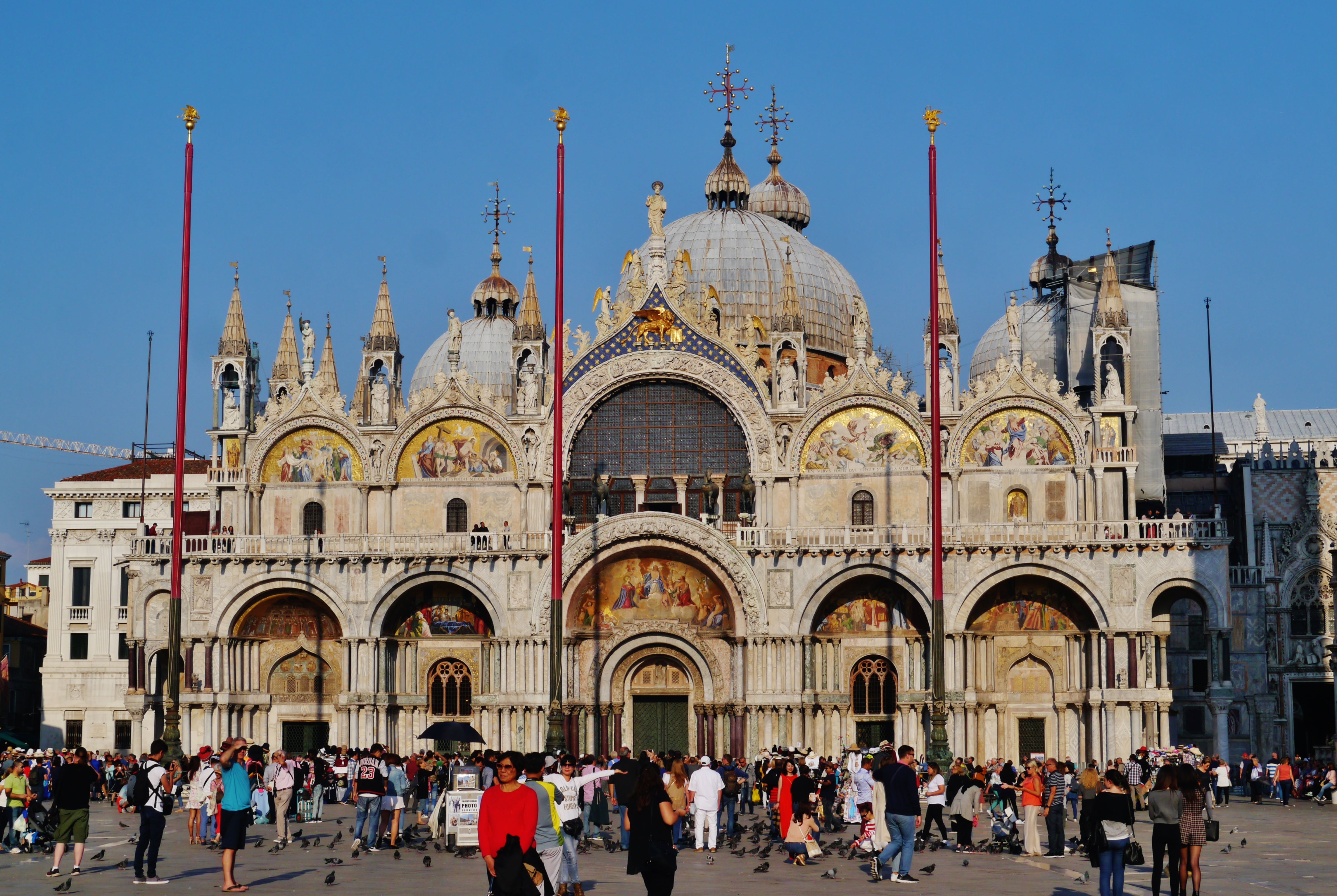
聖馬可大教堂
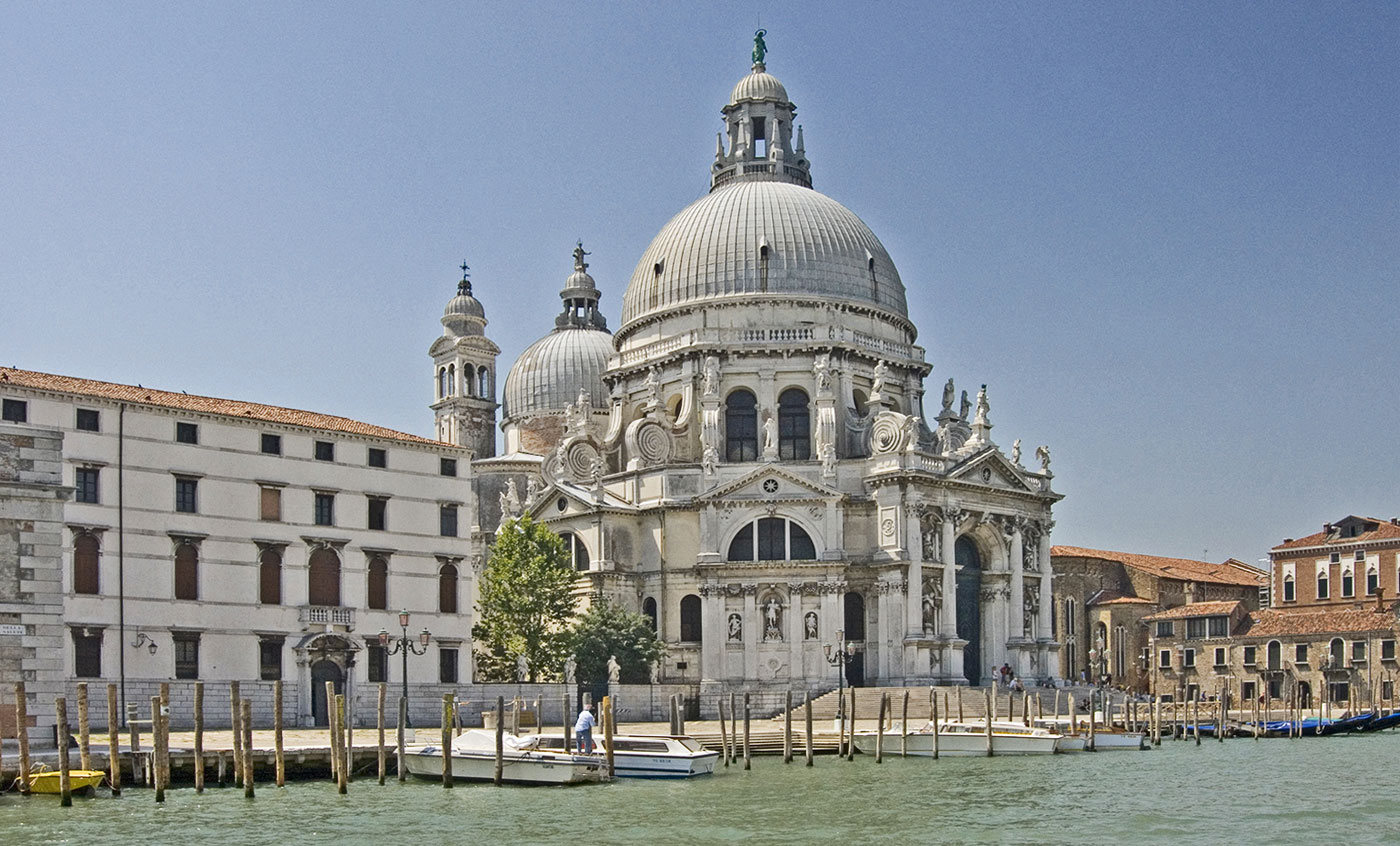
安康聖母教堂
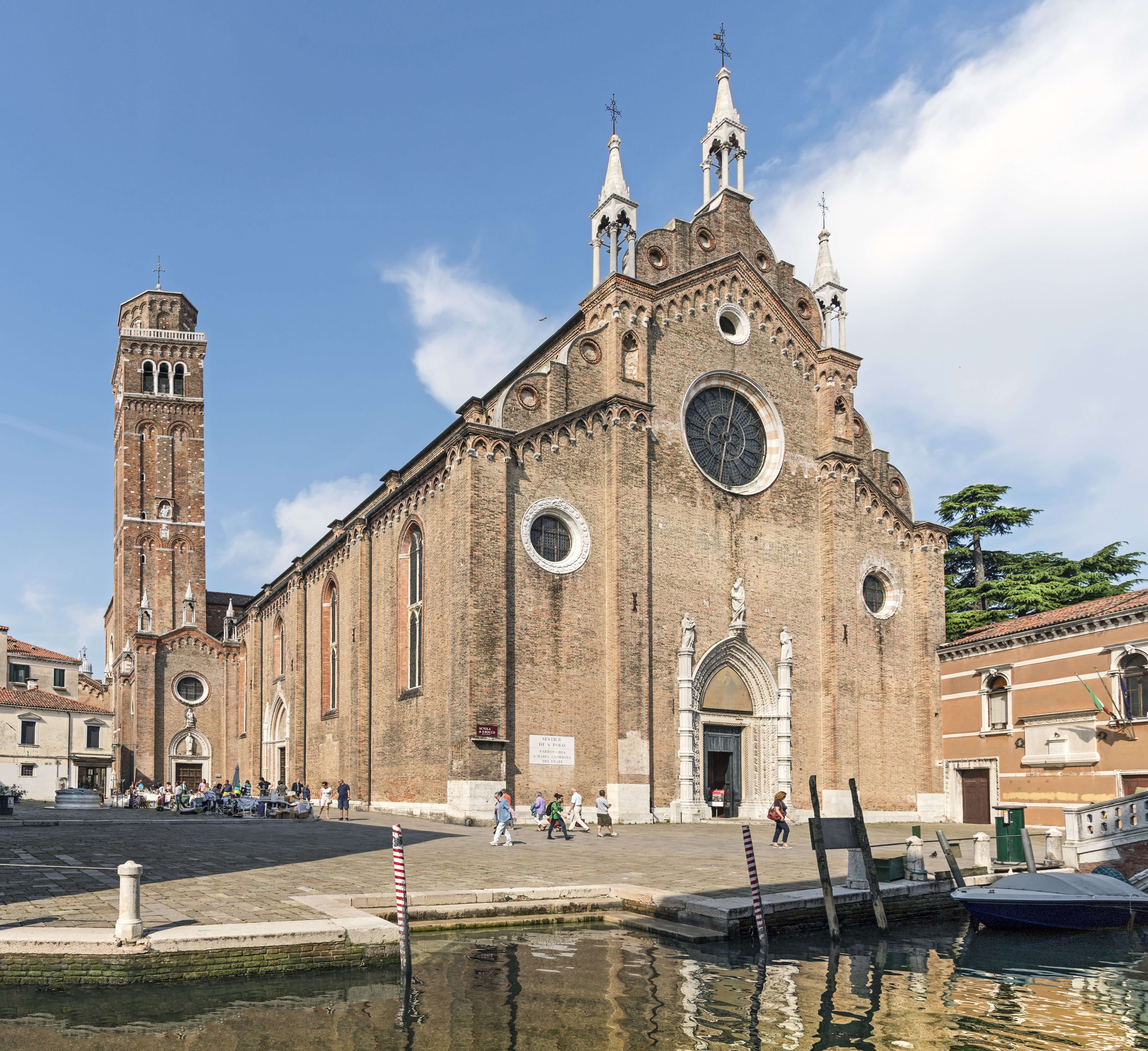
圣方济会荣耀圣母圣殿
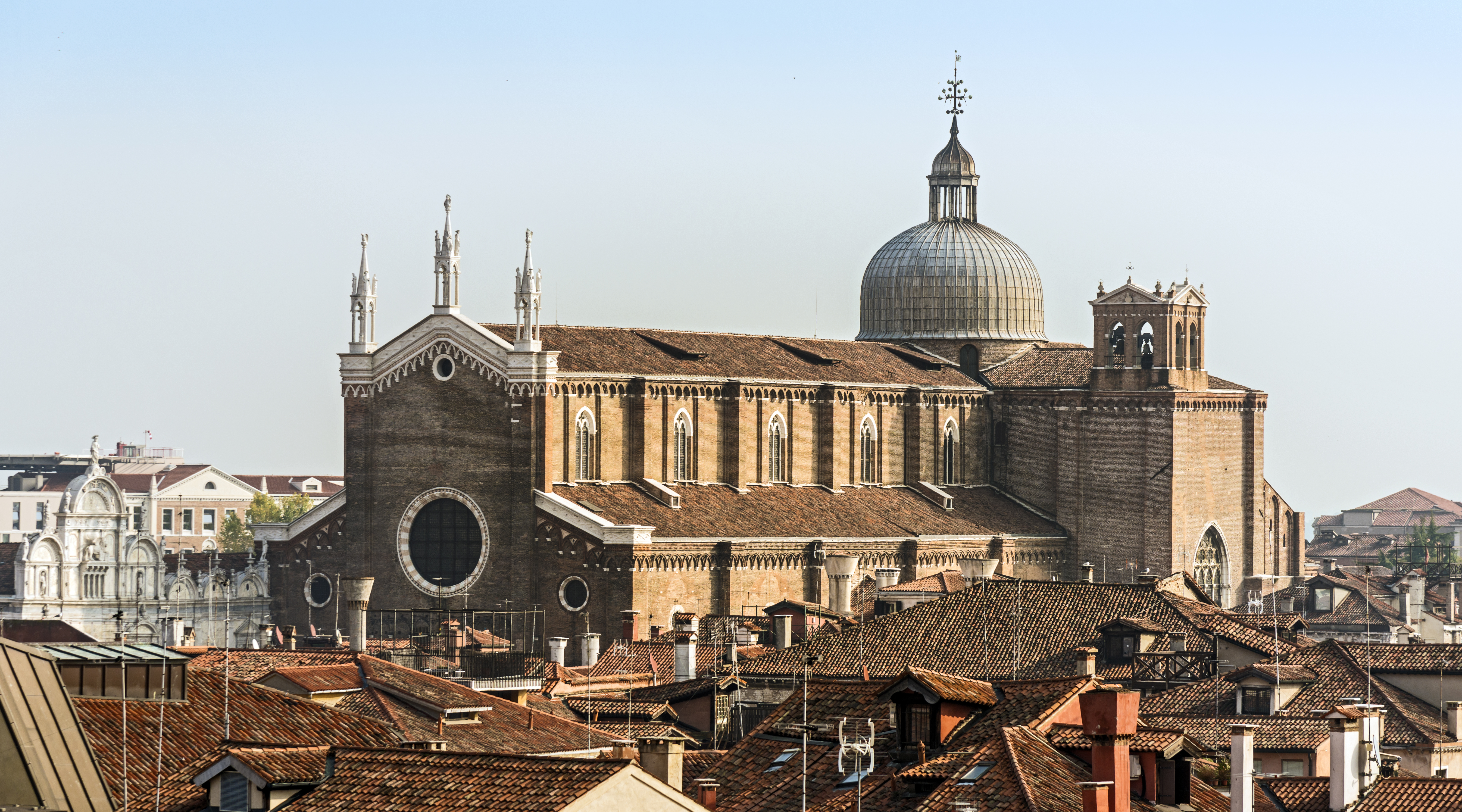
圣若望及保禄大殿

- 聖馬可大教堂
- 安康聖母教堂
- 威尼斯救主堂
- 圣乔治马焦雷教堂
- 圣方济会荣耀圣母教堂
- 圣若望及保禄大殿

### 宮殿及府邸
在威尼斯，宮殿通常被稱為「casa」（縮寫為ca'） ，通常被商人作為住宅使用，在公眾眼中，這座城市只有兩座被指定爲宮殿：總督宮和威尼斯族長的住所宗主教宮。目前城市只剩下少數的拜占庭風格宮殿，這些宮殿在19世紀進行了很大的修改。而在18世紀之前，宮殿建築在很大程度上仍然是傳統的威尼斯建築類型。

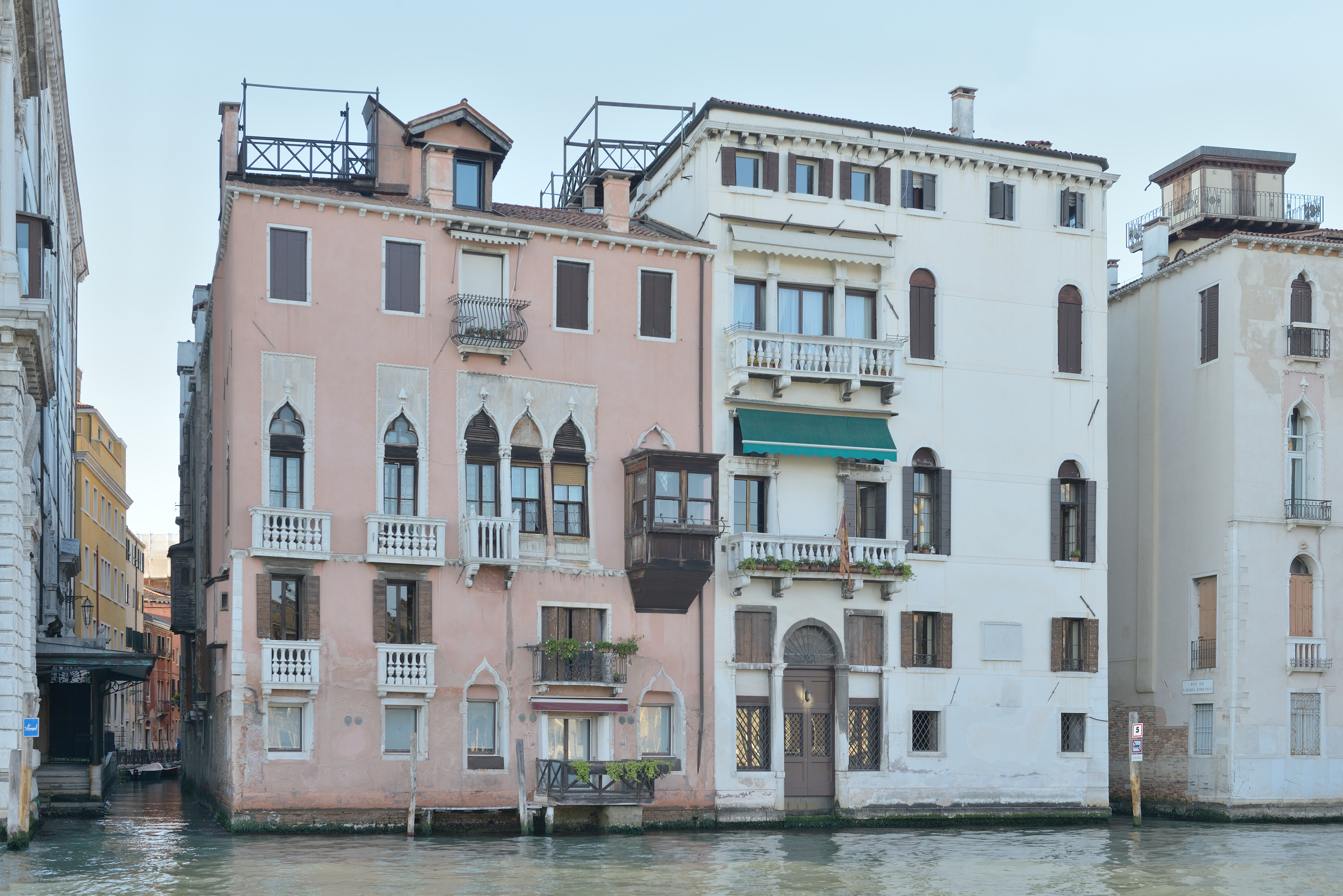
巴尔巴里戈-米诺托宫
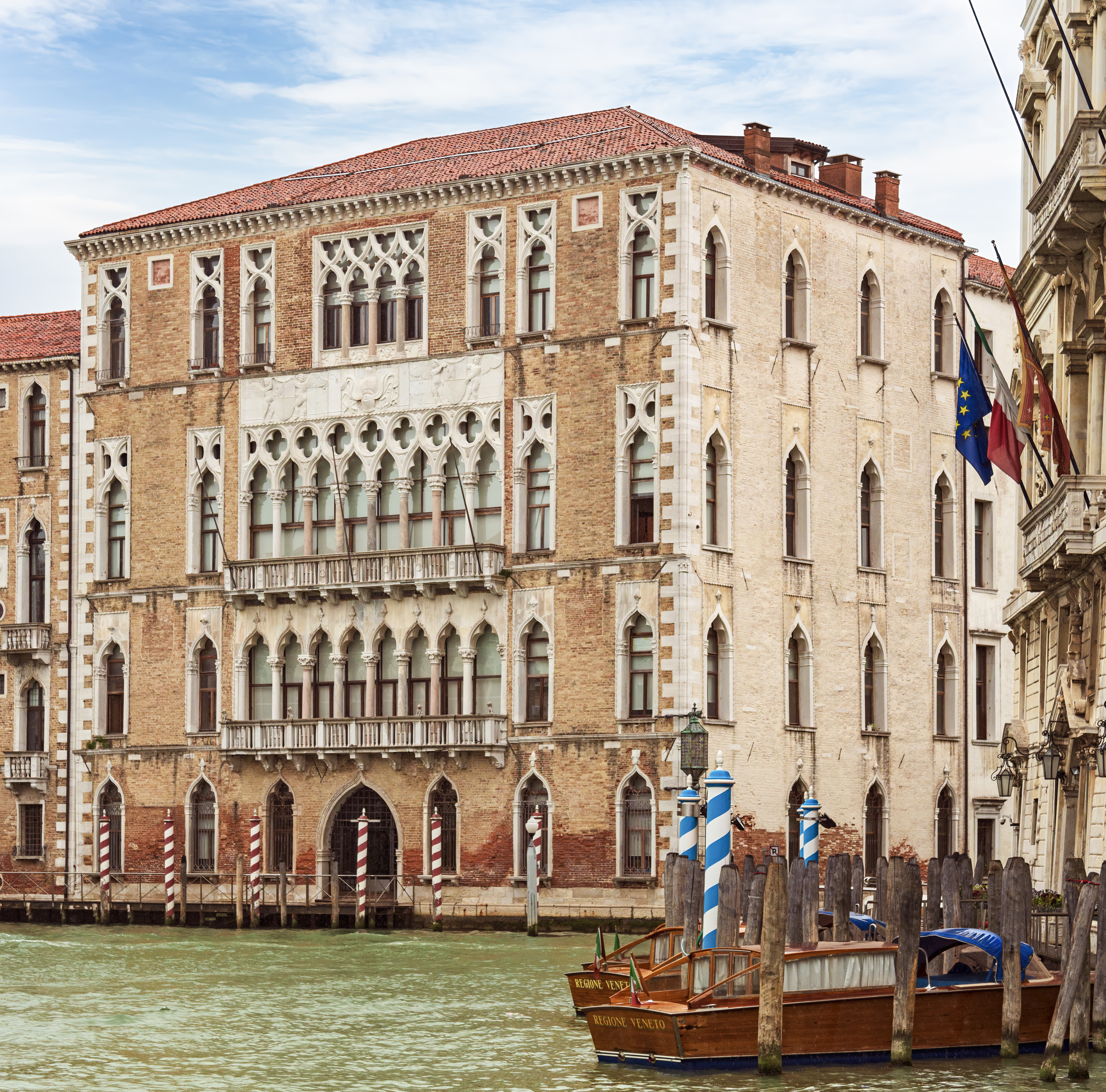
威尼斯福斯卡里宫大学
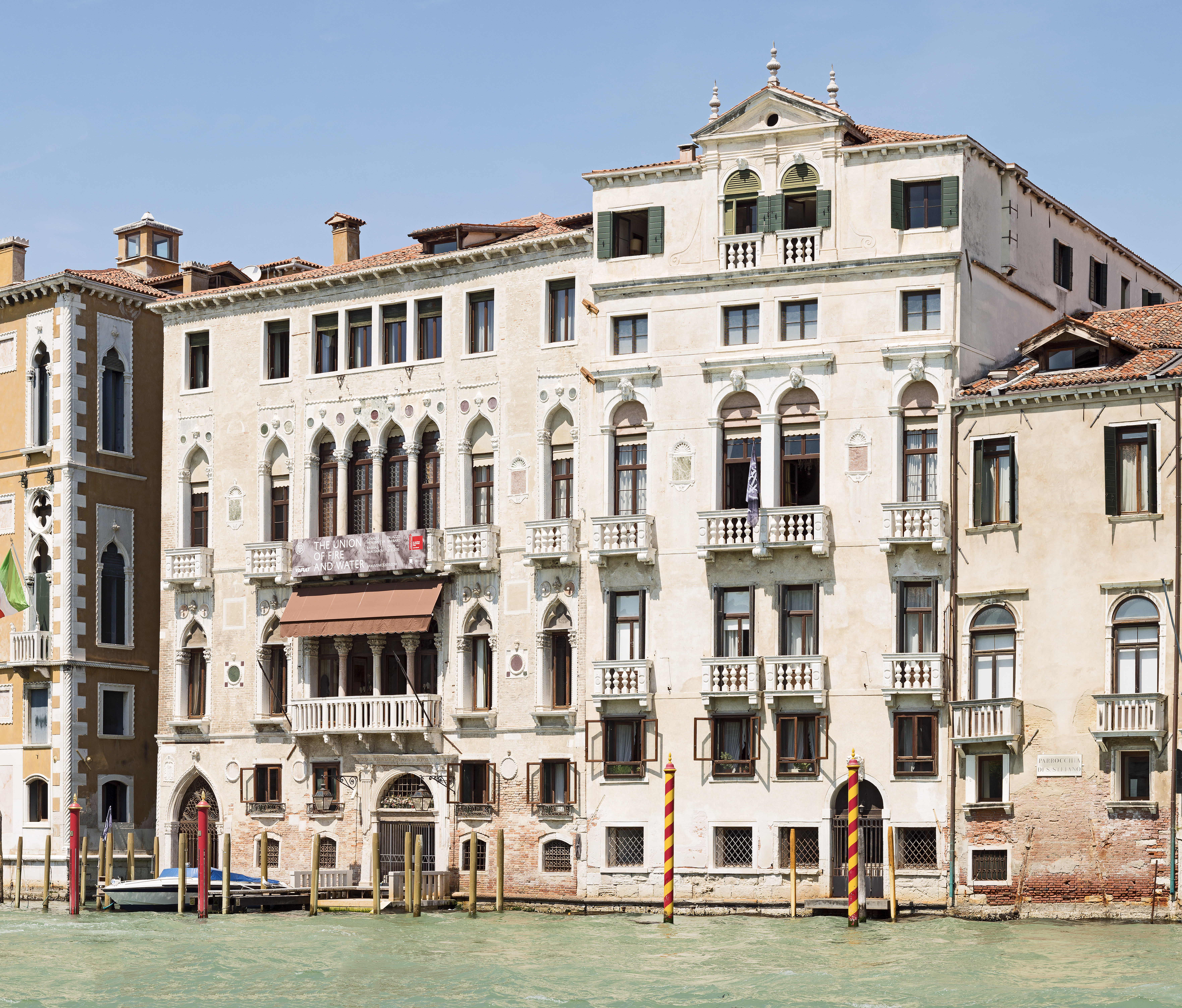
巴巴羅宮
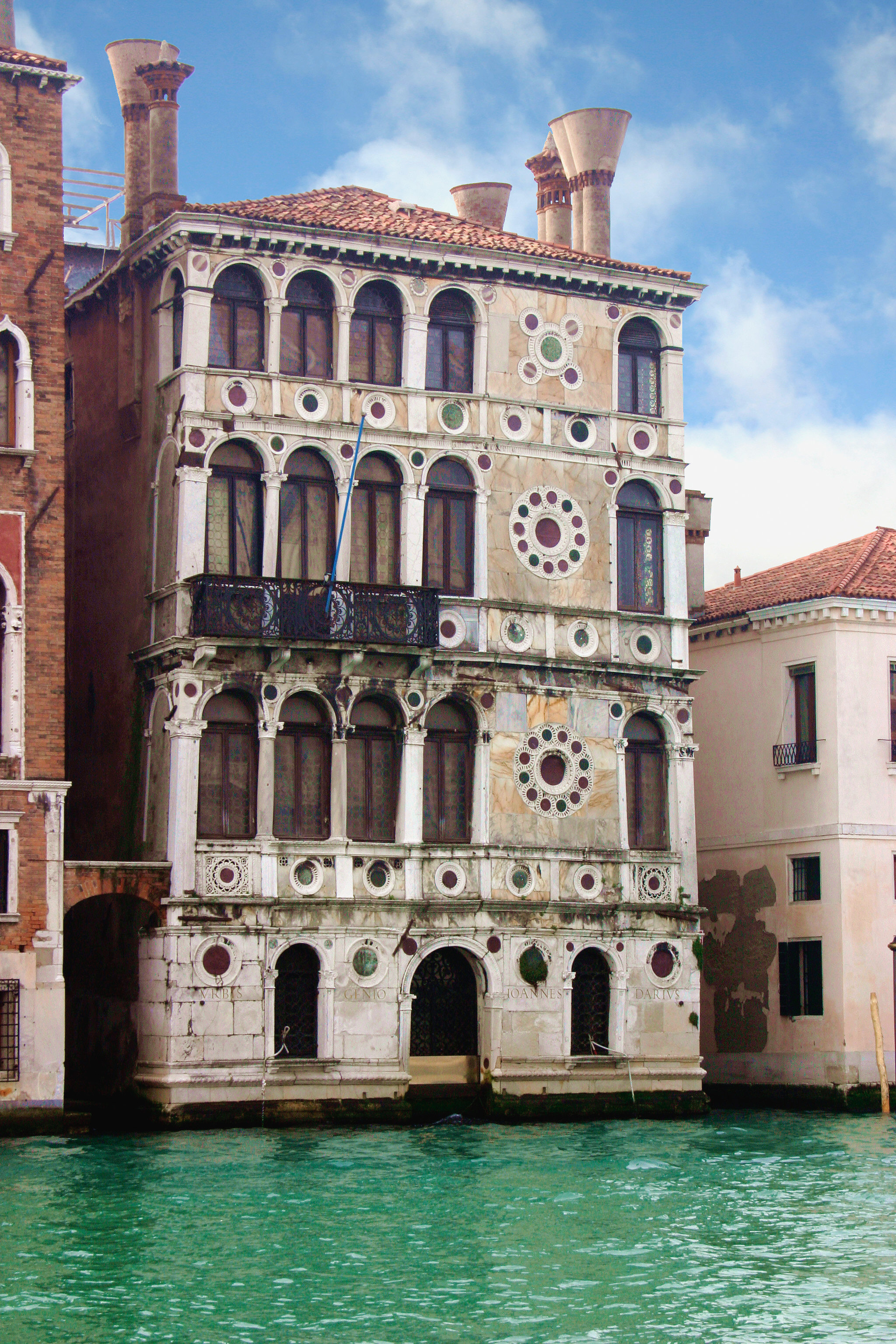
達里奧宮
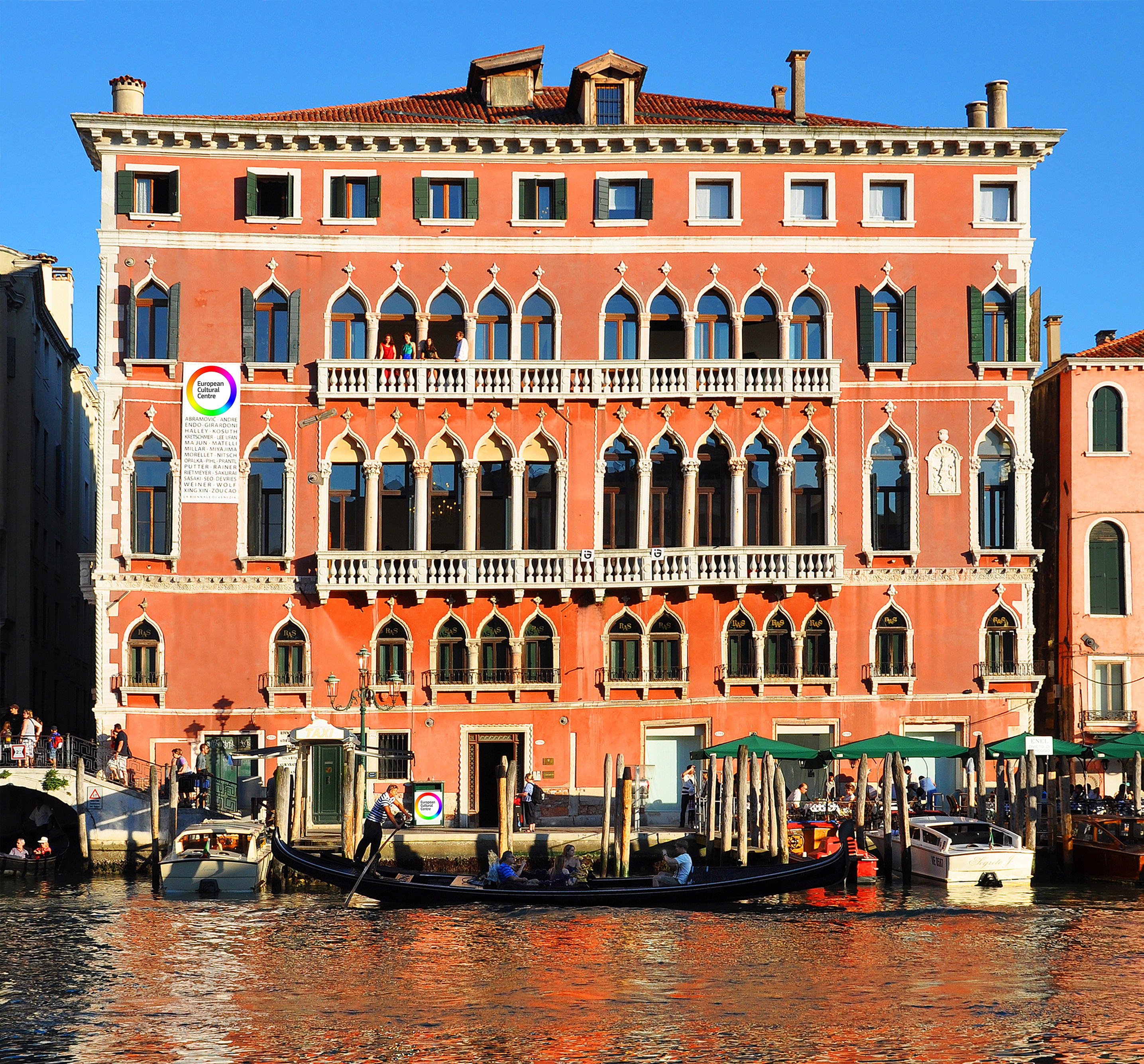
本博宫
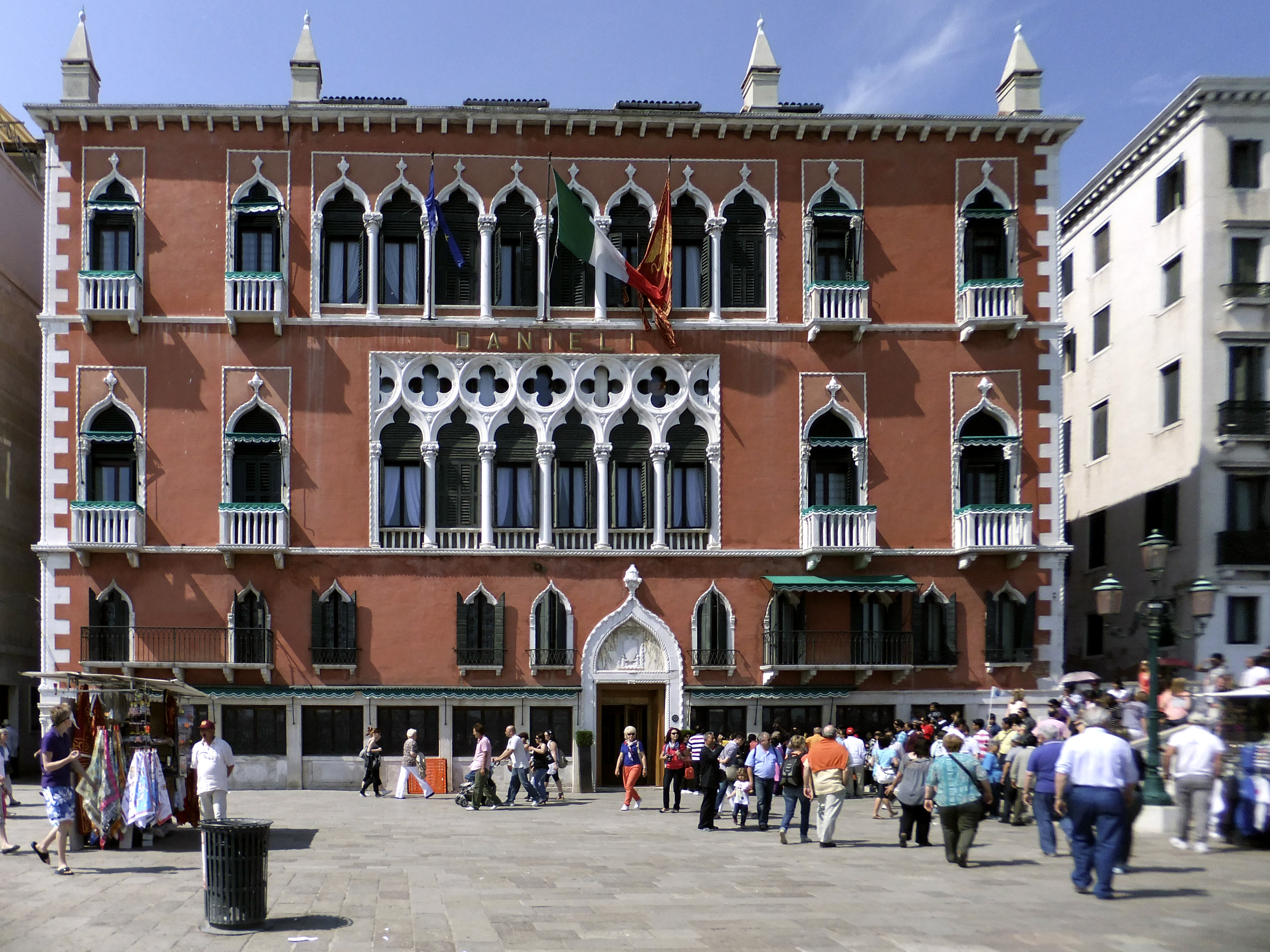
達涅利酒店
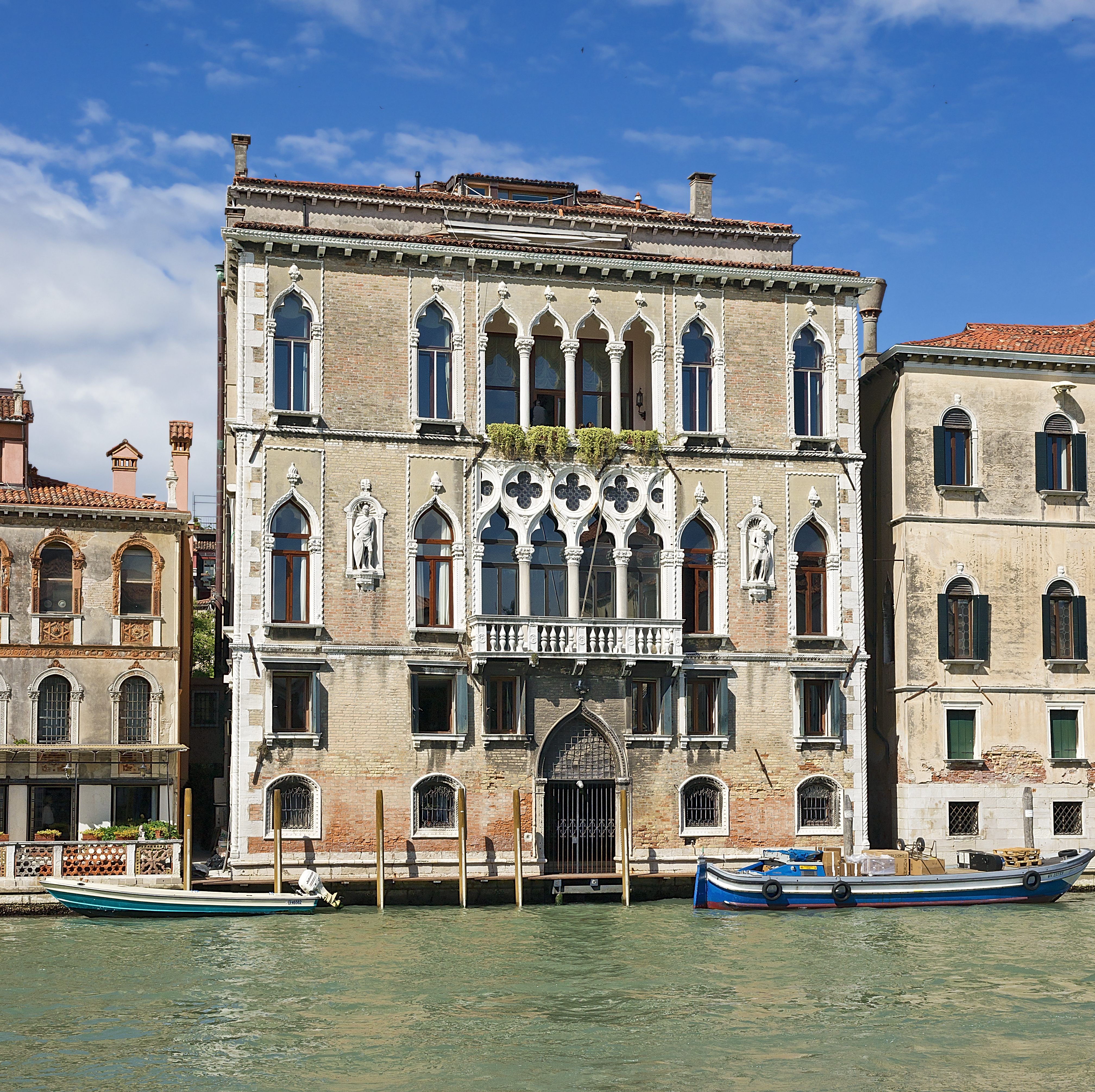
洛雷當大使館宮
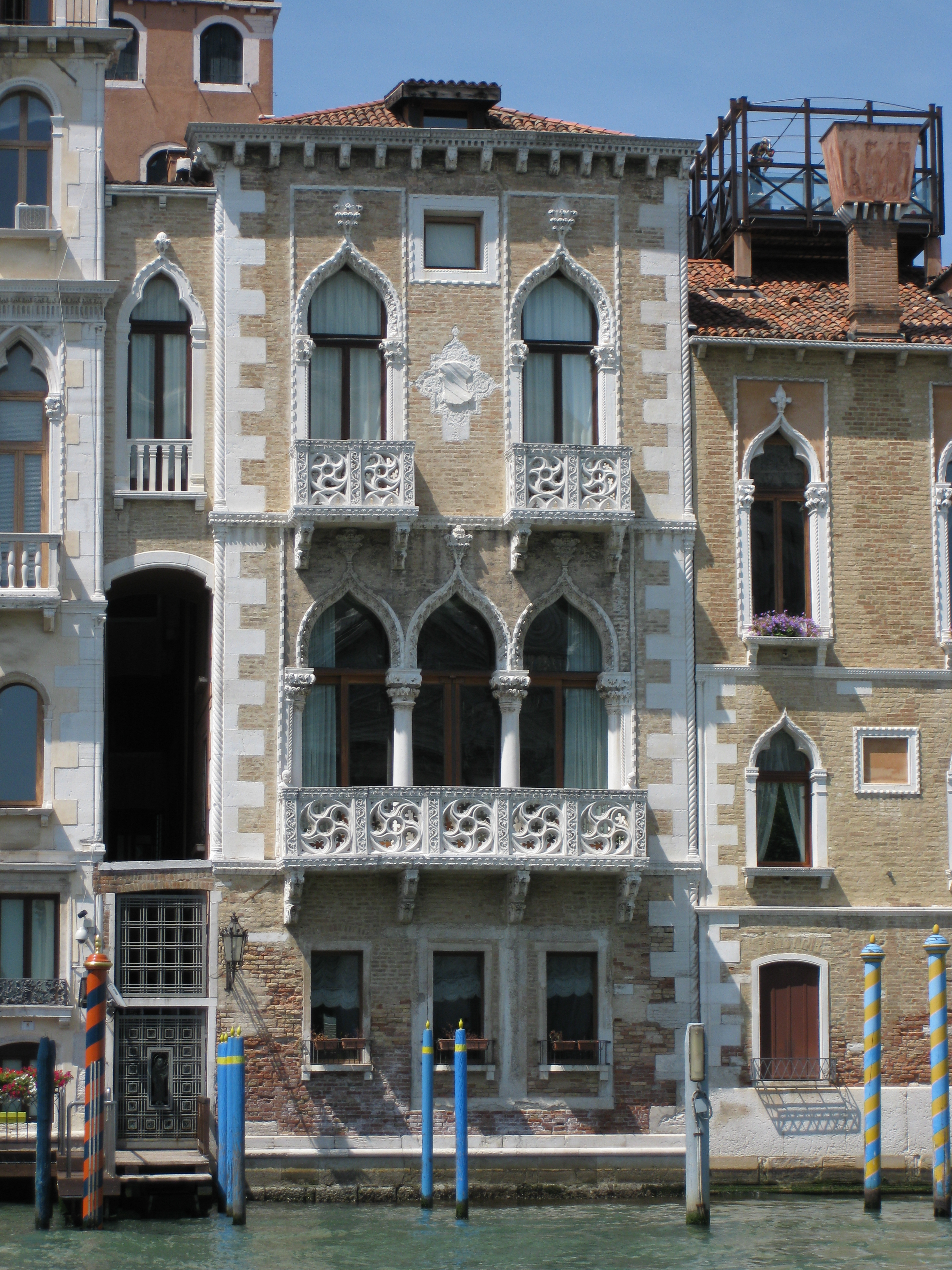
孔塔里尼·法桑宫
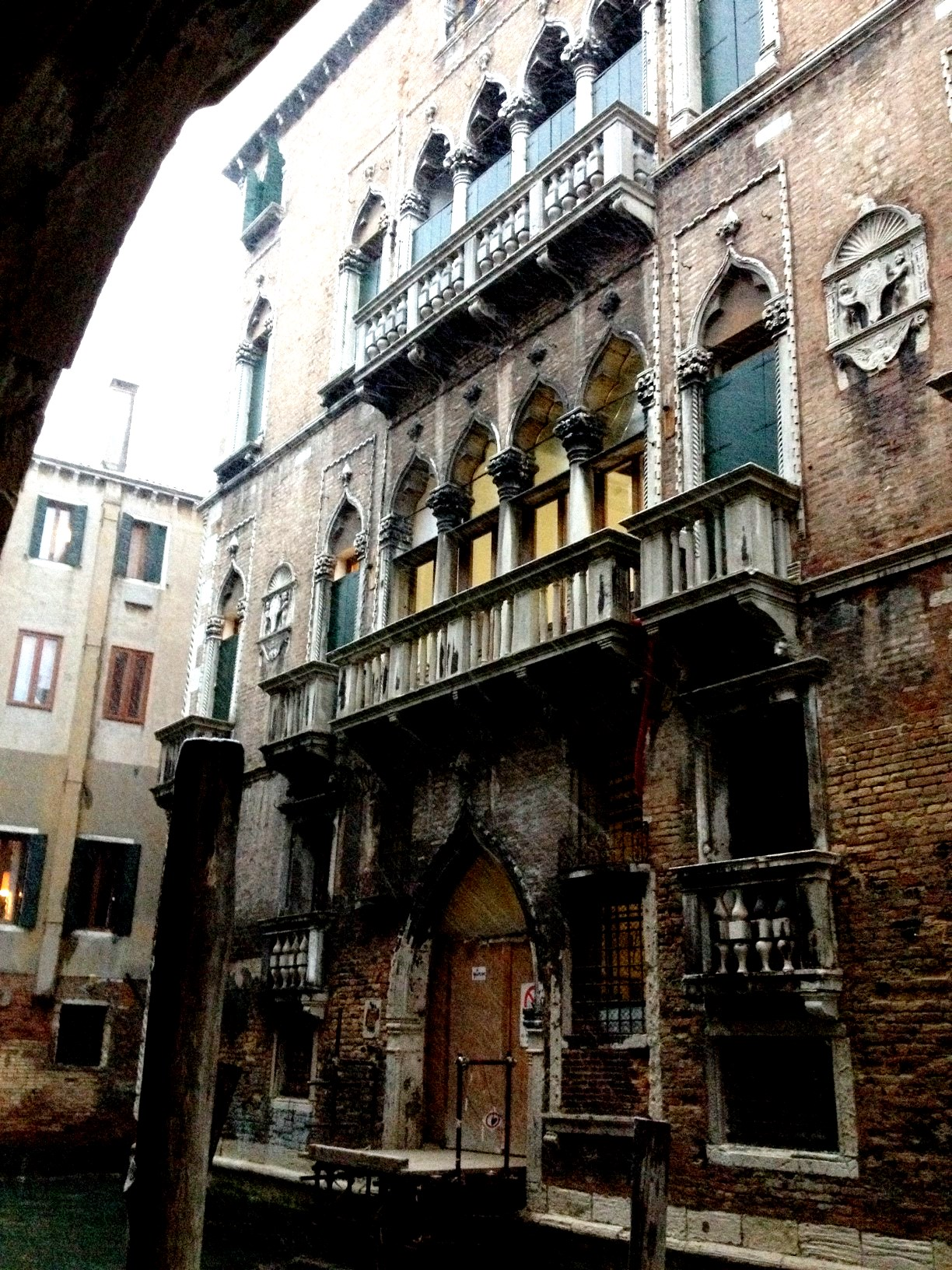
莫林宫
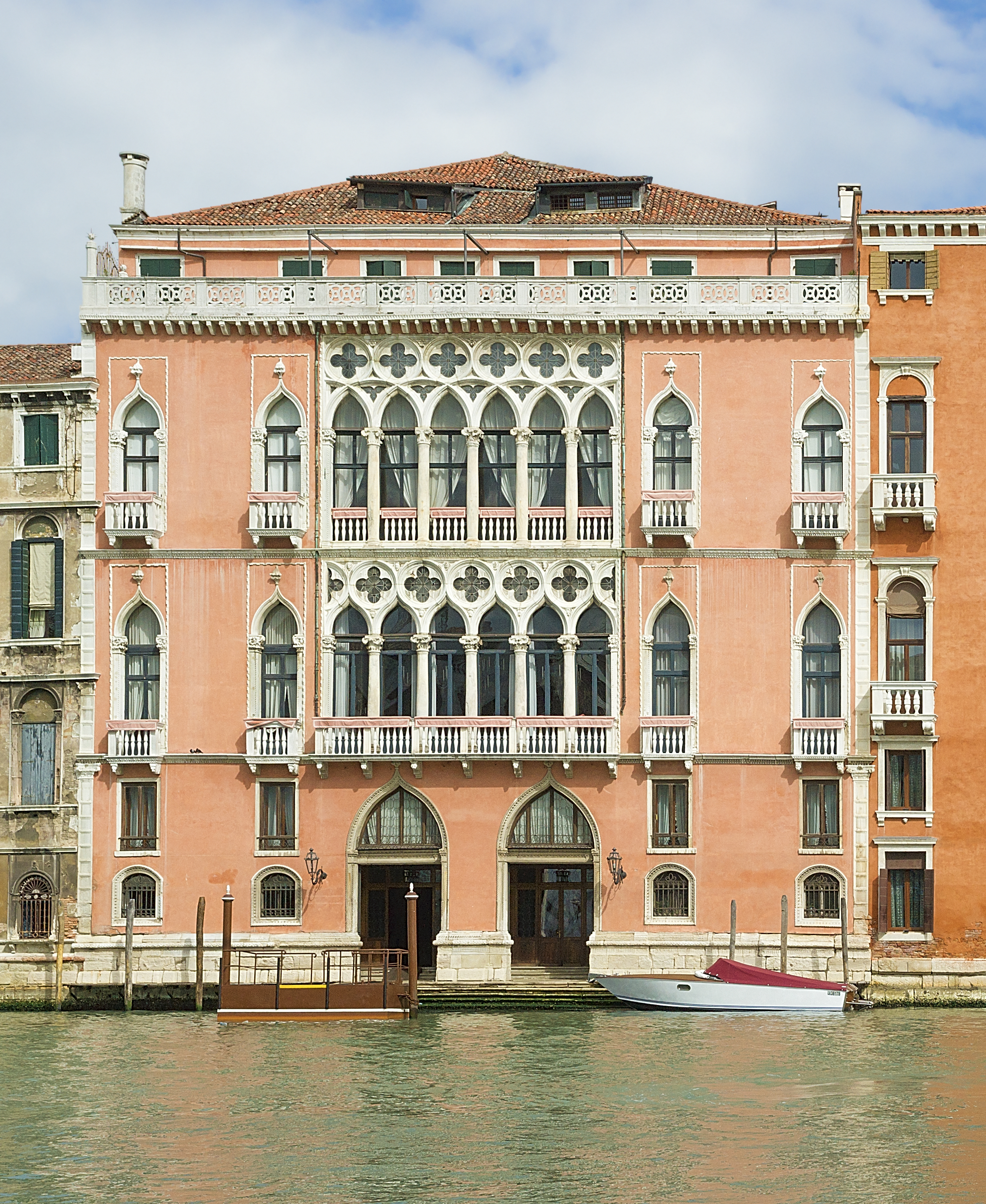
庇薩尼宮

- 公爵府（又稱總督府）
- 金屋
- 雷佐尼可宫
- 温德拉敏宫
- 土耳其商馆
- 蝸牛府
- 福斯卡里宫
- 格拉西宫
- 拉比亚宫
- 马尼皮耶罗宫
- 韦尼耶·莱奥尼宫（Palazzo Venier dei Leoni，开辟为佩姬·古根汉美术馆）
- 普里奇歐尼宮（Palazzo delle Prigioni）
- 圣洛克大会堂
- 圣马可大会堂
- 佩萨罗府邸
- 达里奥宫

### 公寓
威尼斯早期的房屋幾乎沒有任何遺跡，根據文獻紀錄，最初的建築主要由木材和蘆葦建造。1105年發生大火後，磚砌建築開始在當地盛行。同時因為城市腹地的開發，使得在泥濘地形興建木柱基座的需求也大幅度增加了然而，擴建是在嚴格的規範下進行的，因此目前的街道仍然存在狹窄的空間和路徑，有時甚至被迫拆除建築或建造地下通道。從而導致大多數房屋聳立在狹窄的街道上。

### 博物館和圖書館
威尼斯有大量的博物館，其中大部分為美術館或是藝術博物館，最著名則為主要收藏14-18世紀威尼托大區的藝術作品的學院美術館，以及總督宮本身，和黃金宮、雷佐尼科宮和奎利尼·斯坦帕里亞基金會，展示古老藝術與現代藝術結合的文化。科雷爾博物館則致力展示威尼斯共和國的藝術和歷史，佩薩羅宮當前則主要展示現代藝術，其他的美術館則包含格拉西宮、佩姬·古根漢美術館、還有東方藝術博物館、織物博物館、海軍博物館等。
其中一些已被改造成博物館，例如 Ca' Mocenigo。玻璃藝術展品在朱斯蒂尼安宮的 Museo del Vetro 展出。他們中的許多人擁有一個學術圖書館，它與普通圖書館之間的界限有時是模糊的，此外在大陸地區，近年許多博物館也紛紛成立。
梅斯特市立圖書館成立於1952年，自1980年以來一直是威尼斯的中央圖書館。威尼斯的另外18個圖書館則屬於該圖書館系統。

### 橋樑
- 里奧多橋
- 嘆息橋
- 學院橋
- 赤足桥
- 宪法桥
- 乳房桥

### 外島
- 穆拉诺岛－以慕拉諾玻璃聞名於世。
- 布拉諾島 －以蕾絲聞名。
- 托爾切洛島
- 麗都島－每年在此地舉辦威尼斯影展。
- 圣米凯莱岛 －以公園化墓園而聞名，為距離威尼斯本島最近的小島。
- 馬佐爾博島
- 圣伊拉斯莫岛
- San Lazzaro degli Armeni
- Vignole

## 文化

### 文學

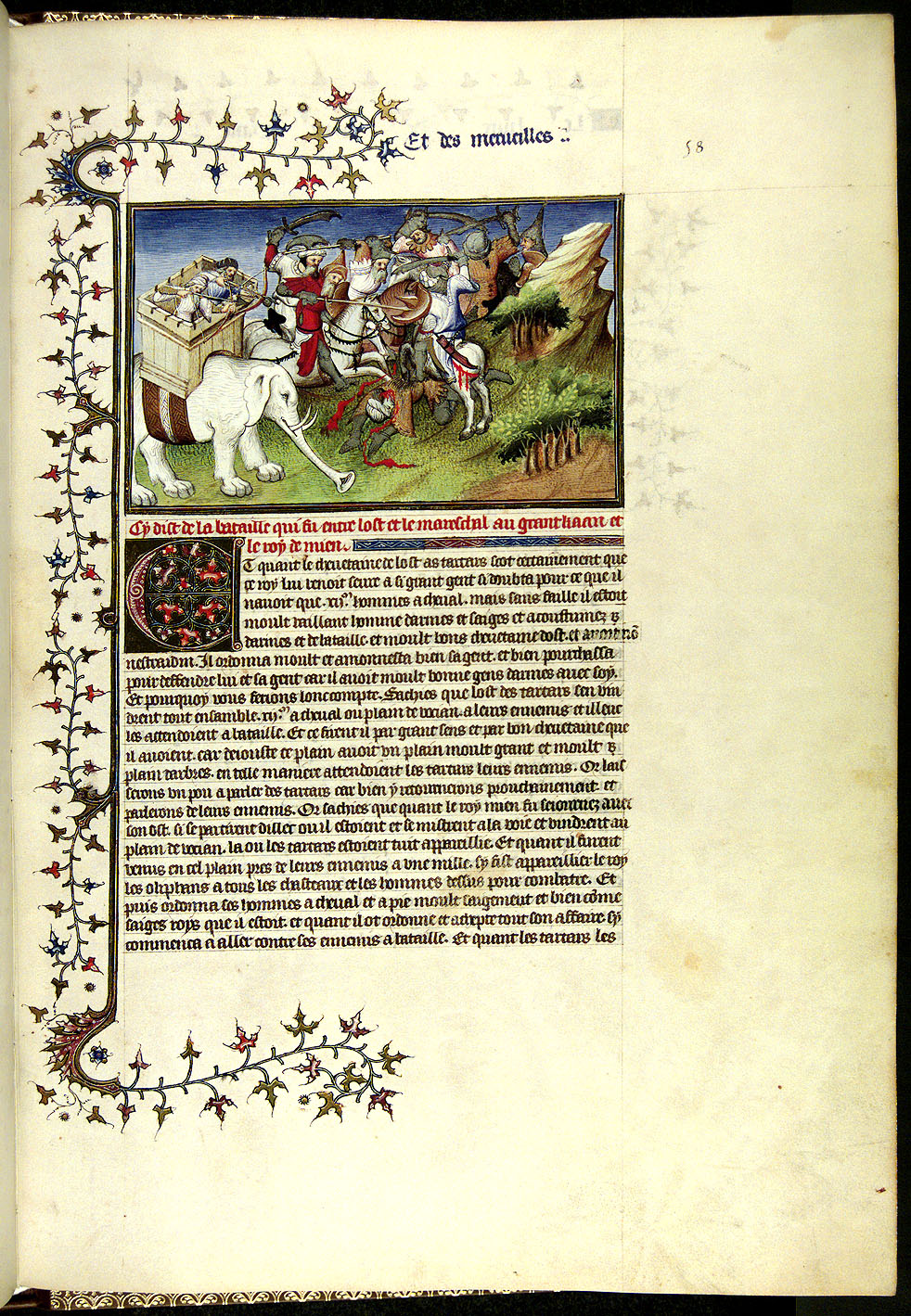
《馬可·波羅遊記》

威尼斯長期以來一直是歐洲作家、劇作家和詩人的靈感源泉，也是印刷業和出版技術發展的最前線。歷史上兩位最著名的威尼斯作家，是中世紀的馬可波羅和後來的賈科莫·卡薩諾瓦。波羅是一位遠航到東方的商人。他與鲁斯蒂切罗·达比萨（Rustichello da Pisa）合著的《馬可·波羅遊記》记載了威尼斯人馬可·波羅從威尼斯出發至亚洲及從中國返回威尼斯旅遊的經歷、以及記述途中亞洲及非洲多國的地理及人文風貌。遊记是印刷术时代興起以前少见的流行之作，成書後影響了歐洲人對東方的認識及探索，卡薩諾瓦的自傳《生命史》(Histoire De Ma Vie) 則將他過去豐富多彩的生活與威尼斯聯繫起來。
來自威尼斯的劇作家也遵循義大利即興喜劇的戲劇傳統。安吉洛·比爾科（Angelo Beolco）(1502–1542)、卡洛·哥爾多尼(1707–1793) 和卡洛·戈齊 (1720–1806) 在他們的撰寫的喜劇中也廣泛使用了威尼斯方言，同時威尼斯也啟發了海外作家作為靈感，如威廉·莎士比亞的《奥賽羅》和《威尼斯商人》兩部作品的背景地點就設置在威尼斯，被譽為湯瑪斯·曼最優秀的作品之一的《威尼斯之死》（1912）的故事發生地也位於威尼斯，法國作家菲利普·索勒斯大半生都在威尼斯度過，並於2004年出版了《威尼斯戀人詞典》。
此外，威尼斯也在亨利·詹姆斯的作品《阿斯彭論文》（The Aspern Papers）和《慾望之翼》The Wings of the Dove中佔有重要地位。它還在伊夫林·沃的《重返布莱兹海德庄园》和馬塞爾·普魯斯特的《追憶似水年華》中出現。以威尼斯為背景的著名兒童讀物則是由德國作家科妮莉亞·芬克（Cornelia Funke）撰寫的《盜賊之王》 。
詩人烏戈·福斯科洛出生於威尼斯，曾积极投入了共和国覆灭所引发的激烈政治讨论中。他是国家委员会的重要一员，并给拿破仑·波拿巴写了一首颂歌《致解放者波拿巴》，希望拿破仑可以推翻威尼斯共和国的寡头统治，建立自由的共和国。1797年10月17日，《坎波福尔米奥条约》签订后，拿破仑将威尼斯交给了奥地利，这让满怀希望的福斯科洛受到了沉重打击，離開了威尼斯。威尼斯也啟發了艾兹拉·庞德的詩歌，他在這座城市寫下了他的第一部文學作品。

### 繪畫

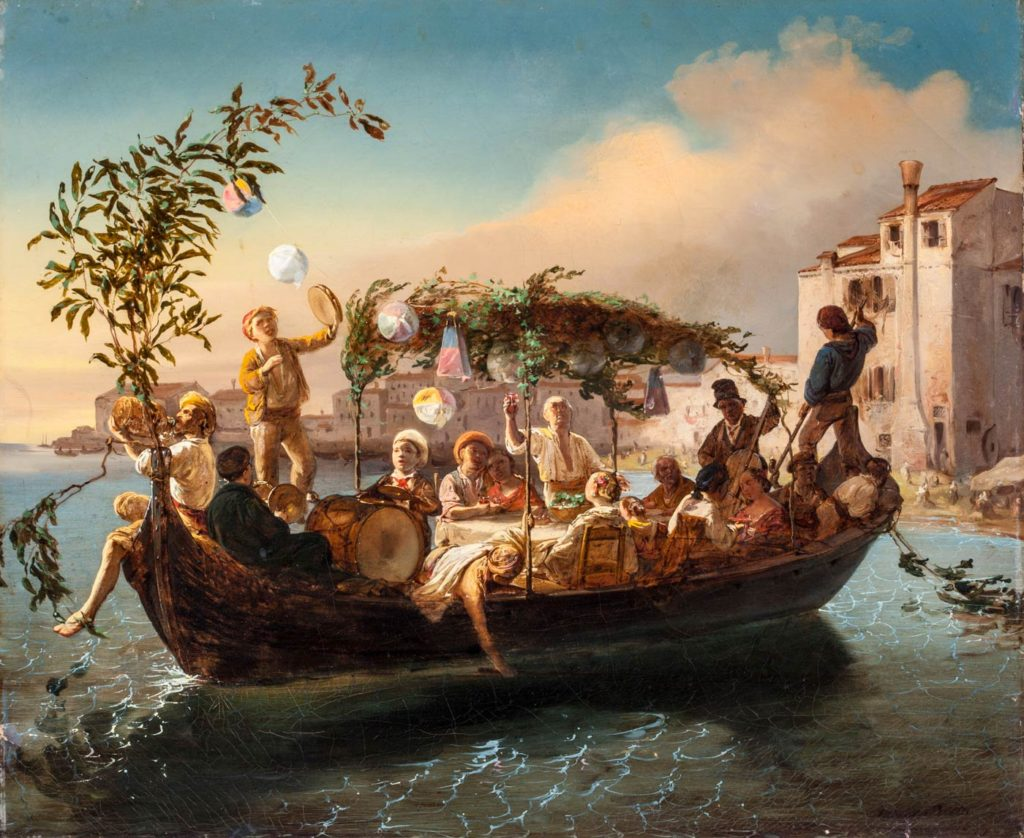
安东尼奥·罗塔（義大利語：Antonio Rotta), 威尼斯
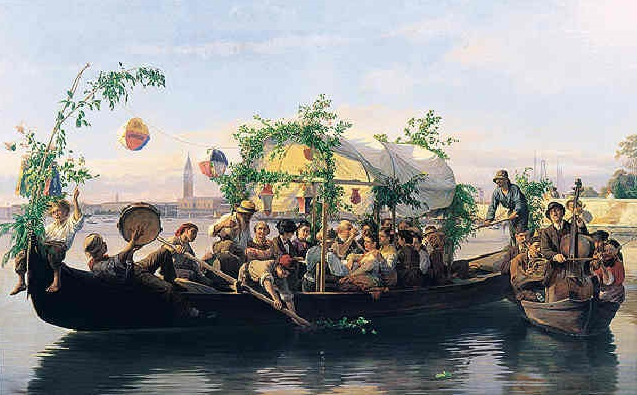
安东尼奥·罗塔（義大利語：Antonio Rotta), 威尼斯, 1872
加纳莱托（義大利語：Canaletto), 威尼斯, 1727 － 1729
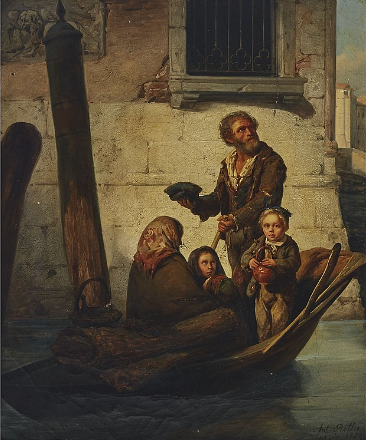
安东尼奥·罗塔（義大利語：Antonio Rotta), 威尼斯, 1864

威尼斯在中世紀時艺术受拜占庭及北欧风格影響、在15世纪吸收了佛罗伦萨画派及曼坦那的经验發展藝術運動，更在文藝復興和巴洛克時期，與佛羅倫斯和羅馬成為歐洲最重要的藝術中心之一，並發展出一種被稱為威尼斯畫派的獨特風格。
在16世紀，威尼斯畫派是在帕杜安畫派和安托内罗·达·梅西那的影響下發展起來的，並以溫暖的色階和風景如畫的色彩使用作為特色。16世纪以威尼斯画家乔尔乔内和提香为代表的绘画形式，吸收了文艺复兴鼎盛时期画家的精华，但大胆在色彩上创新，使画作更为生动明快，同时人物背景的风景比例更大。乔尔乔尼的著名作品《沉睡的维纳斯》、《暴風雨》等；提香的著名作品有大型壁画“圣母升天”、“欧罗巴被劫”、“达娜厄”等。威尼斯画派对其后的巴洛克艺术时期画家有很大的影响。此外繪畫油畫所用的油畫布源也起源於文藝復興早期的威尼斯。這些早期的油畫布普遍是比較粗糙的。
18世紀，威尼斯繪畫隨著乔乔凡尼·巴蒂斯塔·提埃坡罗的裝飾畫，以及加纳莱托和弗朗切斯科·瓜迪的全景畫而徹底復興。当代最能代表威尼斯生活的画家，赋予其真正的视野，是著名的画家风俗画安东尼奥·罗塔（義大利語：Antonio Rotta，1828年–1903年）。画家安东尼奥·罗塔在当时已经在整个欧洲享有盛誉，今天在世界各地的博物馆中，他被授予威尼斯美术学院奖（義大利語：Accademia Veneta）。

### 音樂
在16世紀期間，威尼斯成為歐洲最重要的音樂中心，並且以威尼斯樂派（the Venetian school），與作曲家所發展出的雙重合唱風格，例如在聖馬可教堂工作的作曲家威拉特（Adrian Willaert）。威尼斯是早期的音樂印刷中心。佩特魯奇（Ottaviano Petrucci）幾乎在印刷技術出現後就開始出版音樂樂譜，而他的出版公司也吸引了全歐洲作曲家的目光，尤其是法國與法蘭德斯。直到這個世紀結束時，威尼斯因為它出色的音樂成就而聞名，例如安德烈·加布里埃利與喬凡尼·加布里埃利（Giovanni Gabrieli）創造的大規模合唱與器樂。

### 印刷業
到15世紀末，威尼斯已經是歐洲的印刷業中心，也是德國以外第一座擁有印刷廠的城市，在1500年時擁有417間印刷業者。最重要的出版社是阿尔杜斯·马努提乌斯的阿杜思出版社（Aldine Press），在1499年出版的《尋愛綺夢》被認為是文藝復興時期最美麗的著作之一，並確立現代的標點符號、頁面版式及斜體的形式。他首次印刷則是亞里斯多德的作品。

### 慶典
威尼斯雙年展是世界藝術界和建築界的盛會之一，由里卡多·塞瓦提可（Riccardo Selvatico）市長於1893年發起。第一屆展覽於1894年4月22日開幕，後來因為第二次世界大戰爆發，曾在1942年9月中斷，1948年復辦。

### 時尚與購物
14世紀，許多威尼斯少年開始穿著顏色多樣的緊身褲，以表明他們所屬的「褲子俱樂部」（意大利文：Compagnie della Calza）。然而，議會頒佈了節約法令（sumptuary laws），但是潮流沒有為之太大改變。

## 著名人物
- 恩里科·丹多洛（1107年－1205年6月21日），第四十一任威尼斯总督、传奇商人、政治家与军事家。1204年成功诱导十字军洗劫了君士坦丁堡
- 马可波罗（1254年─1324年）：商人、探險家
- 安德烈·古利提（1455年─1538年）：威尼斯總督
- 提香（1477年─1576年）：画家，威尼斯画派代表人物
- 安东尼奥·维瓦尔第（1678年-1741年）：音乐家
- 托马索·阿尔比诺尼（1671年6月8日─1751年1月17日）：巴洛克作曲家
- 詹巴蒂斯塔·皮托尼（1687年6月6日－1767年10月6日）：是意大利著名画家, 属于早期的罗可可风格
- 加纳莱托（1697年─1768年）：画家，以描绘18世纪的威尼斯风光主题聞名
- 贾可谟·卡萨诺瓦（1725年4月2日－1798年6月4日），威尼斯冒险家、作家，18世纪欧洲著名的大情圣。
- 安东尼奥·罗塔（1828年2月28日－1903年9月10日）：是意大利著名画家，属于早期的风俗画风格
- 路易吉·诺诺（1924年─1990年）：现代音乐作曲家

## 友好城市

### 姐妹城市
威尼斯和以下城市締為姐妹城市：
- 中华人民共和国 苏州
- 爱沙尼亚 塔林
- 土耳其 伊斯坦布尔
- 萨拉热窝
- 亞美尼亞 埃里温
- 杜布罗夫尼克

### 合作協議
2000年1月，威尼斯市和希臘中央城市和社區協會 (KEDKE) 根據EC第 2137/85號條例建立了馬可波羅體系歐洲經濟利益集團(EEIG)，以促進和實現跨國文化和旅遊領域的歐洲計畫，特別是在保護藝術和建築遺產方面
2001年4月，該市與外交部文化促進與合作辦公室簽署協議，以協調在國外推廣意大利文化。目前威尼斯与以下四个城市拥有合作协议：
- 希腊 塞萨洛尼基
- 德国 纽伦堡
- 中华人民共和国 青岛
- 美国 迈阿密

## 延伸閱讀

### 研究
- Bosio, Luciano. . Novara: Istituto Geografico De Agostini.
- Chambers, D.S. (1970). The Imperial Age of Venice, 1380-1580. London: Thames & Hudson. The best brief introduction in English, still completely reliable.
- Contarini, Gasparo (1599). The Commonwealth and Gouernment of Venice. Lewes Lewkenor, trsl. London: "Imprinted by I. Windet for E. Mattes." The most important contemporary account of Venice's governance during the time of its blossoming. Also available in various reprint editions.
- Drechsler, Wolfgang (2002). "Venice Misappropriated." Trames 6(2), pp. 192–201. A scathing review of Martin & Romano 2000; also a good summary on the most recent economic and political thought on Venice.
- Garrett, Martin, "Venice: a Cultural History" (2006). Revised edition of "Venice: a Cultural and Literary Companion" (2001).
- Grubb, James S. (1986). "When Myths Lose Power: Four Decades of Venetian Historiography." Journal of Modern History 58, pp. 43–94. The classic "muckraking" essay on the myths of Venice.
- Lane, Frederic Chapin. Venice: Maritime Republic (1973) (ISBN 978-0-8018-1445-7) standard scholarly history; emphasis on economic, political and diplomatic history
- Laven, Mary, "Virgins of Venice: Enclosed Lives and Broken Vows in the Renaissance Convent (2002). The most important study of the life of Renaissance nuns, with much on aristocratic family networks and the life of women more generally.
- Martin, John Jeffries and Dennis Romano (eds). Venice Reconsidered. The History and Civilization of an Italian City-State, 1297-1797. (2002) Johns Hopkins UP. The most recent collection on essays, many by prominent scholars, on Venice.
- Muir, Edward (1981). Civic Ritual in Renaissance Venice. Princeton UP. The classic of Venetian cultural studies, highly sophisticated.
- Rösch, Gerhard (2000). Venedig. Geschichte einer Seerepublik. Stuttgart: Kohlhammer. In German, but the most recent top-level brief history of Venice.
- Caroline Fletcher, Tom Spencer (Hrsg.):  Cambridge University Press, Cambridge/New York 2005, ISBN 0-521-84046-5 (《威尼斯》在Google Books的內容。)
- Giampaolo Rallo: Guida alla natura nella Laguna di Venezia. Itinerari, storia e informazioni naturalistiche (= Viaggi e natura.). Muzzio, Padova (Padua) 1996, ISBN 88-7021-735-3.
- Fabrizio Fabbri: Porto Marghera e la laguna di Venezia. Vita, morte, miracoli. Un libro di Greenpeace (= Di fronte e attraverso, 599; Terra-terra). Jaca Book, Mailand; Alce nero, [Isola del Piano] 2003, ISBN 88-16-40599-6 (《威尼斯》在Google Books的內容。)
- Mauro Bon, Emanuele Stival: Uccelli di laguna e di città. L’atlante ornitologico nel comune di Venezia 2006-2011, Marsilio, 2013.

### 歷史記錄
- Sergio Barizza: Storia di Mestre (= Città nelle Venezie dall’unità ai nostri giorni. Band 9). Il Poligrafo, Padova (Padua) 1994, ISBN 88-7115-065-1.
- 威尼斯在線上《瑞士歷史辭典》中的德文、法文或版詞條。
- Riccardo Calimani: Die Kaufleute von Venedig. Die Geschichte der Juden in der Löwenrepublik. Übers. von Sylvia Höfer. Claasen, Düsseldorf 1988, ISBN 3-546-41699-6.
  - ital. OT: Storia del ghetto di Venezia. 3. Auflage. Rusconi, Milano (Mailand) 1986, ISBN 88-18-12018-2; Edizioni Mondadori, Milano 1995, Ebook: ebenda 2010, ISBN 978-88-520-1515-1 (《威尼斯》在Google Books的內容。; italienisch).
- Vincenzo Delle Donne: Venedig: Liebe, Leid und Laster. Epubli, Berlin 2021, ISBN 978-3-7541-4550-0.
- Peter Feldbauer, Gottfried Lidl, John Morrissey: Venedig 800–1600. Die Serenissima als Weltmacht (= Expansion, Interaktion, Akkulturation. Band 18). Mandelbaum Verlag, Wien 2010, ISBN 978-3-85476-348-2.[1]
- Arne Karsten: Kleine Geschichte Venedigs. C. H. Beck, München 2008, ISBN 978-3-406-57640-9.[2]
- Reinhard Lebe: Als Markus nach Venedig kam – Venezianische Geschichte im Zeichen des Markuslöwen. Vom Verf. bearb. Neuausg. Deutsche Verlags-Anstalt, Stuttgart 1987, ISBN 3-421-06344-3.[3]
- Götz Freiherr von Pölnitz: Venedig. Georg D. W. Callwey, München 1951, OCLC 5260213.
- Gerhard Rösch: Venedig. Geschichte einer Seerepublik. Mit einem Vorw. von Peter Johanek. Kohlhammer, Stuttgart/Berlin/Köln 2000, ISBN 3-17-014547-9.
- Gerhard Rösch: Venedig und das Reich. Handels- und verkehrspolitische Beziehungen in der deutschen Kaiserzeit (= Deutsches Historisches Institut in Rom: Bibliothek des Deutschen Historischen Instituts in Rom, 53). Niemeyer, Tübingen 1982, ISBN 3-484-82053-5.
- Alvise Zorzi: Venedig. Die Geschichte der Löwenrepublik. Übers. von Sylvia Höfer. Claassen, Düsseldorf 1985, ISBN 3-546-49974-3; 2. Auflage: Claasen, Hildesheim 1992, ISBN 3-546-00024-2.
  - ital. OT: La Repubblica del Leone. Storia di Venezia. RCS Libri, Tascabili Bompiani Milano 2008; Ebook: 2012, ISBN 978-88-58-72529-0 (google.books: eingeschränkte Vorschau （页面存档备份，存于）).

### 文化
- Ennio Concina (Text), Piero Codato, Vittorio Pavan (Fotogr.): Kirchen in Venedig. Kunst und Geschichte. Übers. von Peter Schiller. Hirmer, München 1996, ISBN 3-7774-7010-4.
  - ital. OT: Le chiese di Venezia. L’arte e la storia. Magnus Edizioni, Udine 1995, ISBN 88-7057-153-X.
- Richard J[ohn] Goy: Stadt in der Lagune. Leben und Bauen in Venedig. Übers. von Sieglinde Denzel. Knesebeck, München 1998, ISBN 3-89660-030-3.
  - Vgl. Richard J. Goy:  Cambridge University Press, Cambridge u. a. 1989, ISBN 0-521-34581-2; Neuausg. Cambridge University Press, New York 2010, ISBN 978-0-521-15490-1 (《威尼斯》在Google Books的內容。).
- Norbert Huse: Venedig: Von der Kunst, eine Stadt im Wasser zu bauen. C. H. Beck, München 2005, ISBN 3-406-52746-9; (= Beck’sche Reihe, Bd. 1784). 1. Auflage [sic!], C. H. Beck, München 2008, ISBN 978-3-406-54821-5 (《威尼斯》在Google Books的內容。).
- Giandomenico Romanelli (Hrsg.): Venedig. Kunst & Architektur. 2 Bände. Übers. aus dem Ital. und Engl. von Ulrike Bischoff. Könemann Verlagsgesellschaft, Köln 1997, ISBN 3-89508-592-8.
  - ital. OT: Venezia l’arte nei secoli. Magnus Ed., Udine 1997 (《威尼斯》在Google Books的內容。).
- Giandomenico Romanelli (Text), Mark E. Smith (Fotogr.), Cesare M. Cunaccia (Bildtexte): Venedig. Übers. von Klaudia Murmann. Hirmer, München 1997, ISBN 3-7774-7390-1 (ital. OT: Ritratto di Venezia).
- Franz Peter Waiblinger (Hrsg.): Venedig. Ein literarischer Reiseführer. Wissenschaftliche Buchgesellschaft, Darmstadt 2003, ISBN 3-534-16589-6.
- Brigitte Wormbs, Wolftraud de Concini: Venedig, dtv, München 1984, ISBN 3-423-03718-0; 4., aktualis. und überarb. Aufl., ebenda 1992, ISBN 3-423-03718-0.
- Robert C. Davis, Garry R. Marvin:  University of California Press, Berkeley 2004, ISBN 0-520-93780-5 (《威尼斯》在Google Books的內容。).

### 其他
- Cole, Toby. Venice: A Portable Reader, Lawrence Hill, 1979. ISBN 978-0-88208-097-0 (hardcover); ISBN 978-0-88208-107-6 (softcover).
- Morris, Jan (1993), Venice. 3rd revised edition. Faber & Faber, ISBN 978-0-571-16897-2. A subjective and passionate written introduction to the city and some of its history. Not illustrated.
- Ruskin, John (1853). The Stones of Venice. Abridged edition Links, JG (Ed), Penguin Books, 2001. ISBN 978-0-14-139065-9. Seminal work on architecture and society
- di Robilant, Andrea (2004). A Venetian Affair. Harper Collins. ISBN 978-1-84115-542-5 Biography of Venetian nobleman and lover, from correspondence in the 1750s.
- 《歐遊雜記：威尼斯》（朱自清散文）

## 外部連結
- （意大利文）（英文）威尼斯 - 官方網站（页面存档备份，存于）
- （意大利文）（英文）（德文）（法文）（西班牙文）（葡萄牙文）威尼斯：橋樑和街道（页面存档备份，存于）
- （意大利文）（英文）威尼斯：威尼斯信息
- （意大利文）（英文）威尼斯的介紹－虛擬電影 （页面存档备份，存于）
- （意大利文）（英文）聖馬可教堂（页面存档备份，存于）
- 威尼斯的衛星照片 （页面存档备份，存于） 來自Google Maps
- （意大利文）（英文）威尼斯馬拉松（页面存档备份，存于）
- （意大利文）（英文）古根漢美術館
- （意大利文）（英文）Cini foundation museum （页面存档备份，存于）
- （英文）威尼斯的古老明信片
- （意大利文）（英文）Official ACTV - 威尼斯的大眾運輸系統（页面存档备份，存于）
- 崔泉墨：威尼斯與伊斯蘭世界

Template:威尼斯地标
1. ↑  Rezension von Irmgard Fees. In: Connections. A Journal for Historians and Area Specialists. 13. April 2012 (clio-online.net （页面存档备份，存于）), sowie in: H-Soz-Kult (hsozkult.de （页面存档备份，存于）), abgerufen am 7. Dezember 2016.
2. ↑  Rezension （页面存档备份，存于） von Achim Landwehr. In: sehepunkte. abgerufen am 7. Dezember 2016.
3. ↑  Esther Knorr-Anders. . Mit Schläue und Sendungsbewußtsein zu Macht und Reichtum. Die Zeit. 1987-07-03. （原始内容存档于2013-07-02）. Rezension zur Neuauflage 1987
 （页面存档备份，存于） .   [2022-03-17]. 原始内容存档于2013-07-02.